# Église Saint-Martin d'Ableiges
L’église Saint-Martin est une église catholique paroissiale située à Ableiges, dans le Val-d'Oise, en France. Elle remplace probablement un premier édifice attesté en 1071. L'église actuelle se caractérise par un chœur-halle rectangulaire de six travées, réparties sur trois vaisseaux, et se terminant par un chevet plat. Cet ensemble paraît assez homogène à la première vue, mais l'on peut distinguer trois campagnes de construction distinctes en regardant de près la sculpture des chapiteaux, qui est d'un bon niveau, et les voûtes. Le vaisseau central avec le clocher encore d'allure romane et les arcs-doubleaux vers les croisillons constitue la partie la plus ancienne, et semble dater des années 1160 / 1170. À l'intérieur, l'architecture évoque la première période gothique. Le collatéral sud est un peu plus récent, et le collatéral nord remonte seulement aux années 1220, comme l'indiquent notamment une clé de voûte, l'arc formeret au nord de la chapelle de la Vierge, et certains chapiteaux. Il y a des indices qu'une nef au moins partiellement voûtée d'ogives et flanquée d'un bas-côté au nord a existé avant la construction de la nef actuelle, dont notamment des colonnettes sans fonction de part et d'autre de l'arc triomphal, dont les chapiteaux ont été en partie refaits, et une arcade à l'ouest du croisillon nord, qui a été refaite avant d'être bouchée. La nef actuelle et le porche datent probablement du XVIIIe siècle, et sont dénués de caractère ; ils sont exclus du classement aux monuments historiques par arrêté du 23 décembre 1931. L'église Saint-Martin est à présent affiliée à la paroisse Avernes et Marines, et les messes dominicales y sont célébrées environ quatre fois par an, à 9 h 30.

## Localisation

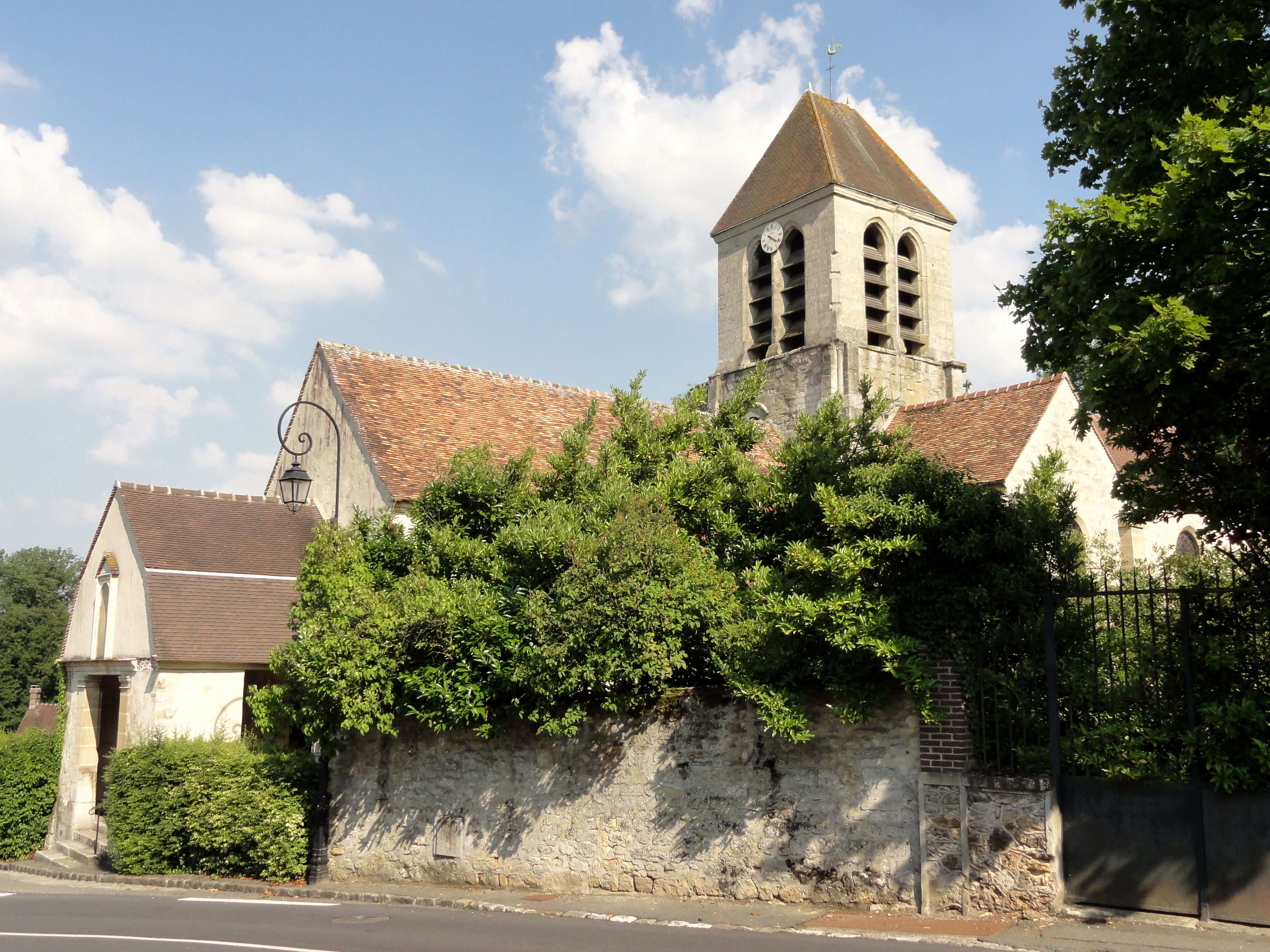
Approche par le sud.

L'église Saint-Martin est située en France, en région Île-de-France et dans le département du Val-d'Oise, dans le parc naturel régional du Vexin français, dans la vallée de la Viosne, sur la commune d'Ableiges, peu avant la sortie sud du village par la RD 28 en direction du hameau de La Villeneuve-Saint-Martin, face à l'ancienne ferme seigneuriale, au sud du carrefour avec la rue de la Prairie. Le porche devant le portail occidental donne sur le carrefour. L'église est entourée d'un terrain partiellement boisé, qui correspond à l'ancien cimetière. L'on peut ainsi faire le tour de l'édifice. Cependant, le terrain est assez étroit du côté sud, et il n'est pas possible d'apercevoir l'élévation méridionale en son ensemble. Des propriétés privées se situent tout autour. Il est à signaler que le vocable de l'église Saint-Martin prête à la confusion avec l'église de La Villeneuve-Saint-Martin, qui, contrairement à ce que suggère le nom de ce hameau, est dédiée à Notre-Dame-de-l'Assomption.

## Historique

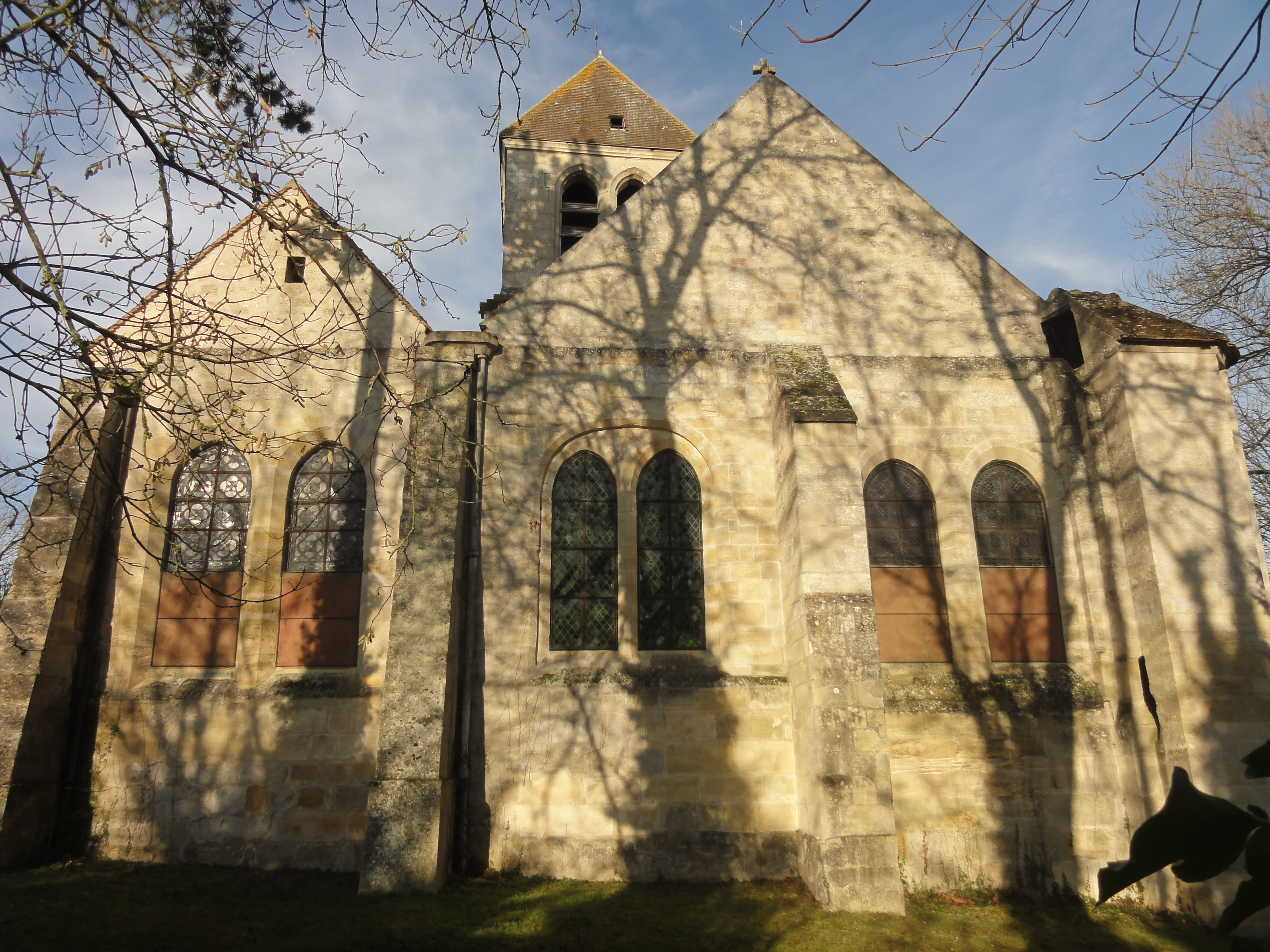
Chevet.

La paroisse aurait été érigée en 1071 selon l'abbé Vital Jean Gautier. En cette année, Jean d'Ivry, archevêque de Rouen, concède à perpétuité à l'abbaye de Saint-Denis l'église d'Ableiges, qui en devient le curé primitif et le collateur de la cure. En 1138, l'abbé Suger donne à l'église Saint-Paul de Saint-Denis les dîmes d'Ableiges. En 1157, Hugues III d'Amiens, archevêque de Rouen, confirme à l'abbaye de Saint-Denis sa possession de l'église d'Ableiges, ce que ratifie le pape Innocent III par une bulle pontificale datée du 14 mai 1198[réf. souhaitée]. Sous tout l'Ancien Régime, Ableiges relève du doyenné de Meulan, de l'archidiaconé du Vexin français et de l'archidiocèse de Rouen. L'église est dédiée à saint Martin de Tours. — Le vaisseau central du chœur est la partie la plus ancienne de l'église. Sa première travée tient en même temps lieu de croisée du transept et base du clocher. En raison du caractère manifestement roman de la baie du premier étage visible à l'ouest, Bernard Duhamel pense que les quatre piles auraient été reprises en sous-œuvre au début du XIIIe siècle, et le chœur roman remanié et agrandi par l'adjonction de deux chapelles latérales. Or, l'intérieur ne montre aucune trace d'une telle reprise, ni la moindre maladresse lors du raccordement des piles du clocher avec n'importe quelle autre travée, et avant et surtout, l'intérieur du chœur et des collatéraux ne sont pas homogènes sur le plan de la sculpture des chapiteaux, du profil des tailloirs, et des caractéristiques des voûtes. La construction s'est donc faite par étapes, tout en observant un plan fixé dès le départ. L'architecture romane dans le Vexin et dans le Beauvaisis ayant trouvé sa principale expression dans les portails et clochers, c'est sur ces parties des églises qu'elle se maintient le plus longtemps, bien après le milieu du XIIe siècle, alors que les caractéristiques gothiques font leur entrée à l'intérieur des églises dès le milieu du siècle, car le voûtement d'ogives connaît déjà une certaine diffusion dès les années 1120 / 1130, et toutes les bases pour l'éclosion du style gothique sont déjà jetées. On peut donc se tenir à la datation proposée par le dossier de protection, qui indique la seconde moitié du XIIe siècle pour les parties les plus anciennes de l'église, et admettre qu'au cours des années 1160 / 1170, l'intérieur peut paraître gothique, alors que le clocher parait encore roman,.

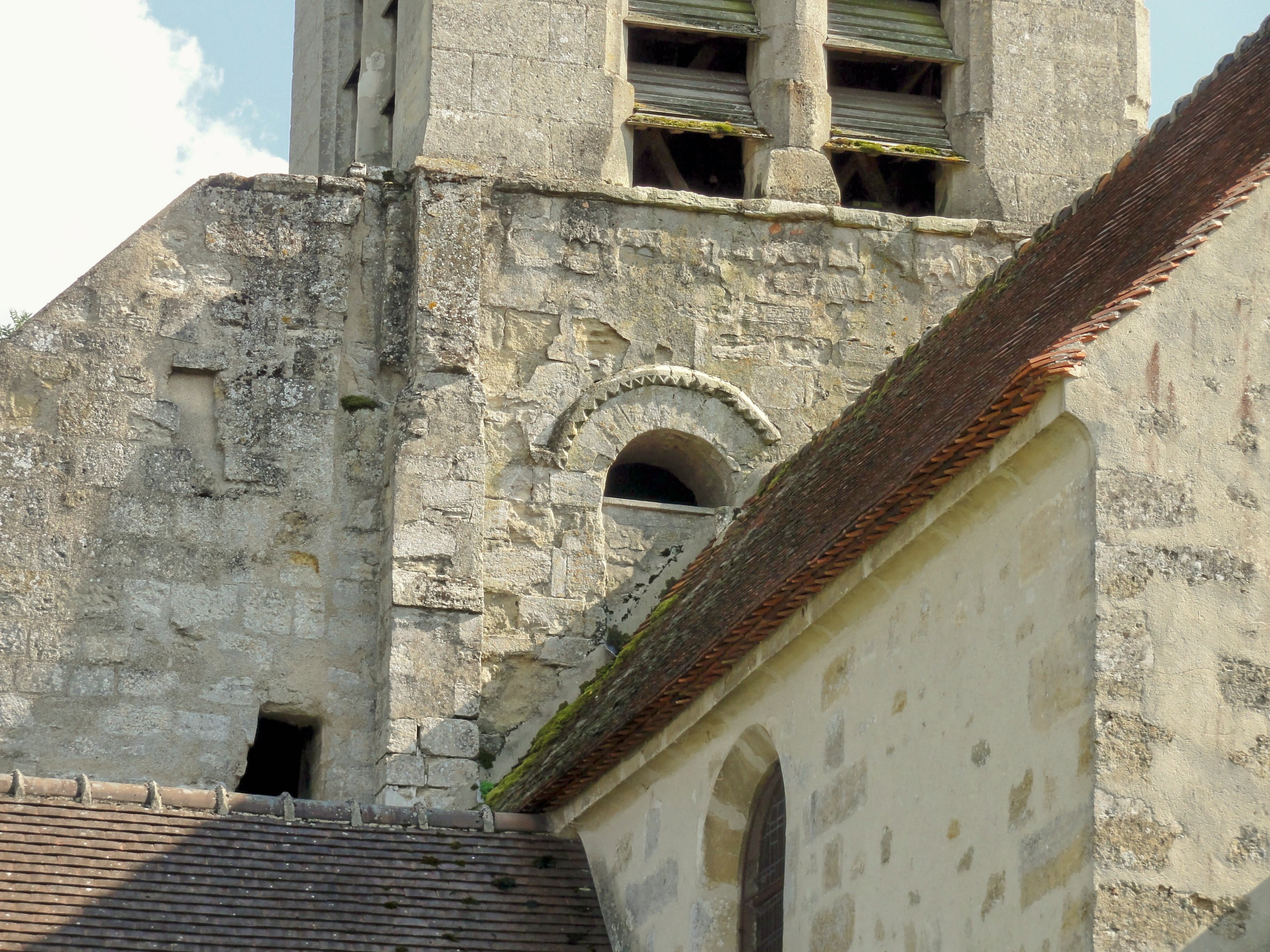
Clocher, 1er étage, côté ouest.

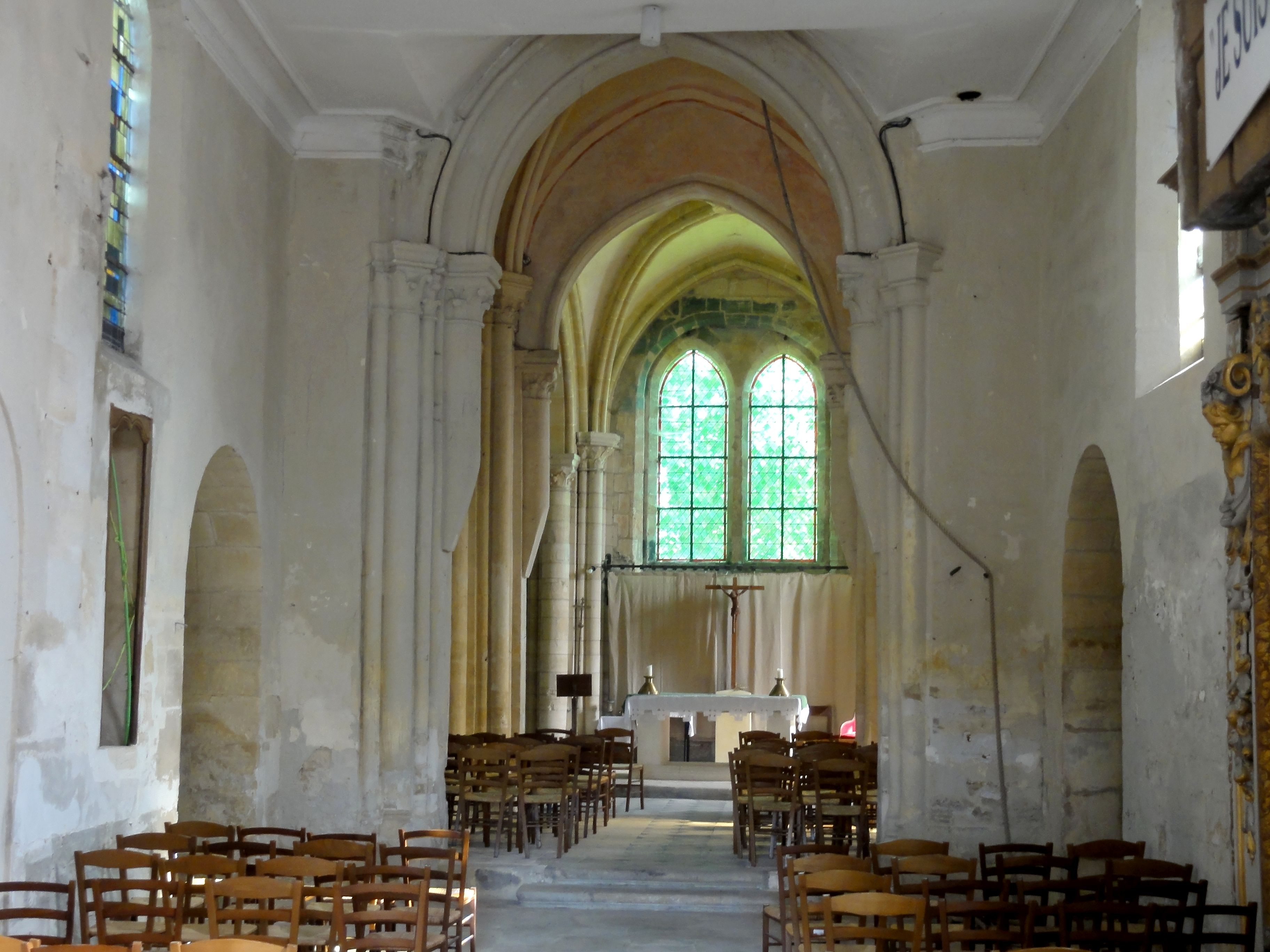
Nef, vue vers l'est.

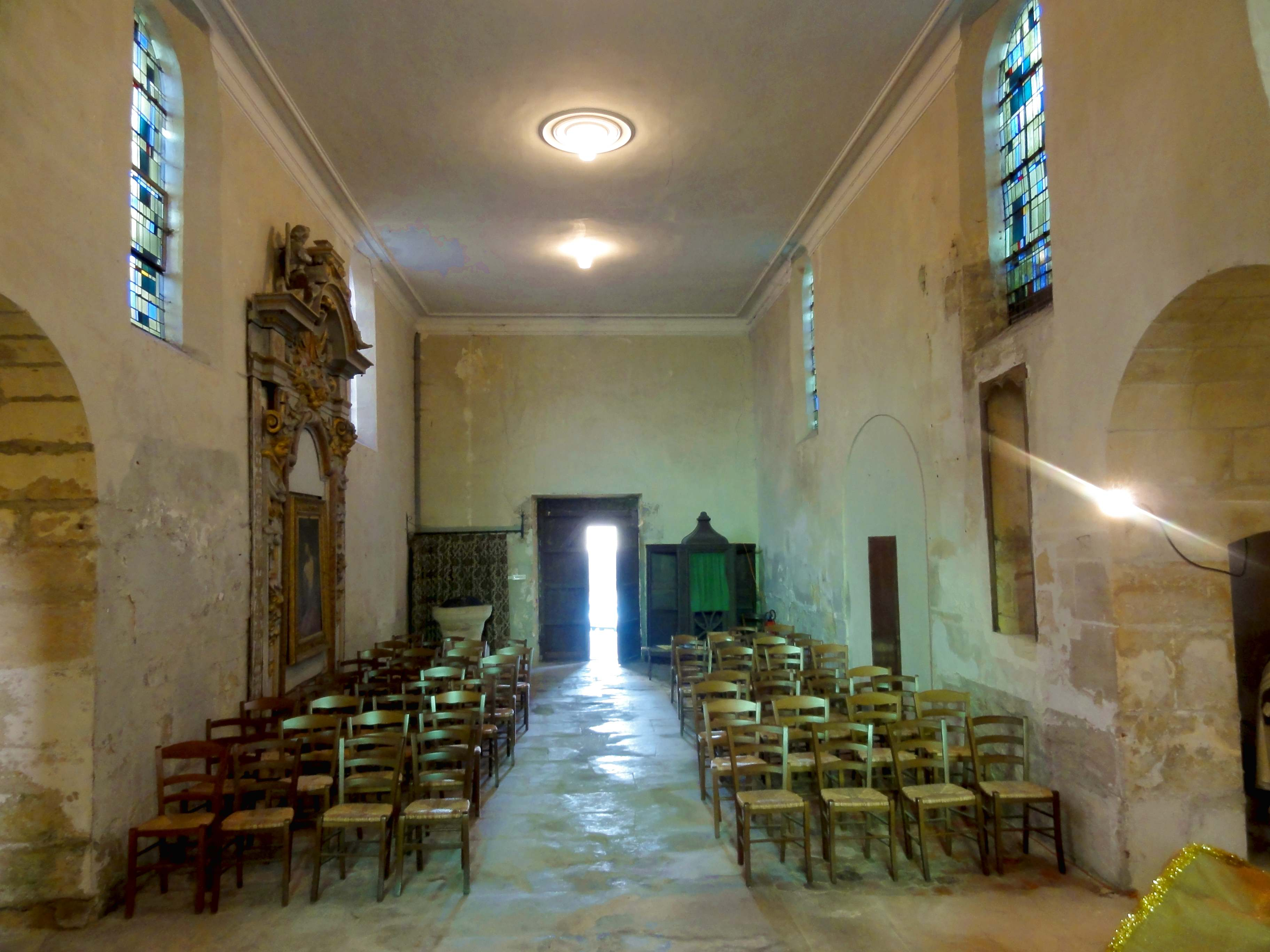
Nef, vue vers l'ouest.

Pour situer dans l'ordre les différentes étapes de la construction, il est utile de regarder les rapports du vaisseau central avec les travées adjacentes. Dans le vaisseau central, les colonnettes à chapiteaux sans emploi côté nef ; les quatre arcs-doubleaux autour de la base du clocher ; et les deux voûtes avec leurs supports sont homogènes. Ces parties peuvent être considérées comme le résultat de la première campagne de construction. Au début, la deuxième travée n'avait donc pas de chapelles latérales. Mais puisque les doubleaux latéraux ont été construits en même temps que le vaisseau central, l'on pourrait penser que les deux croisillons du transept appartiennent, eux aussi, à la première campagne. Il n'en est rien, car par leurs tailloirs d'un profil différent et implantés légèrement plus bas, la sculpture de leurs chapiteaux et le profil des ogives, le croisillon nord et la chapelle latérale nord s'affirment comme homogènes, et étant issus de la même campagne de construction. La clé de voûte du croisillon est garnie d'une rosace de feuillages suggérant un mouvement de rotation (« clé tournante ») comme dans le bas-côté sud de Trumilly ; le croisillon sud de Montgeroult ; la chapelle de la Vierge de Condécourt, les chapelles nord de Brenouille et Glaignes ; les chœurs de Borest, Courcelles-sur-Viosne et Sarcelles ; etc. Selon Maryse Bideault et Claudine Lautier, ce caractéristique n'apparaît guère avant les années 1220. Dans le croisillon et la chapelle latérale sud, la plupart des chapiteaux ont été mutilés ou refaits sans style : il ne reste plus qu'un seul chapiteau indemne dans chacune des deux travées. Par le profil de leurs tailloirs, ils se rattachent au vaisseau central, tandis que la sculpture des chapiteaux se caractérise par des crochets gothiques déjà bien affirmés, et renvoie à la fin du XIIe ou au début du XIIIe siècle. Les ogives de la chapelle latérale sud accusent le même profil que dans le vaisseau central, tandis que celles de la première travée affichent le profil rencontré dans les deux travées du nord. Les deux profils sont répandus pendant toute la première période gothique.
En résumé, l'on peut considérer que la construction des parties orientales de l'église Saint-Martin se fait en trois campagnes : dans un premier temps, le vaisseau central, sans exécuter les doubleaux vers les chapelles latérales de la deuxième travée ; dans un deuxième temps, le croisillon et la chapelle latérale sud ; et dans un troisième temps, le croisillon et la chapelle latérale nord. L'étage de beffroi du clocher est refait à la période flamboyante, entre 1480 et 1540 environ. Il y a en outre des remaniements postérieurs portant sur les fenêtres, les supports et les clés de voûte, qui seront évoqués dans le contexte de la description de l'édifice. Des doutes pèsent sur l'existence ancienne d'une nef voûtée d'ogives et de bas-côtés. Les deux faisceaux de respectivement trois et deux colonnettes sans emploi à la fin de la nef ne prouvent en rien que la nef était jadis voûtée. Mais sans ce voûtement, l'on conçoit difficilement pourquoi l'on se serait donné la peine de refaire les chapiteaux du faisceau de droite, à l'instar du croisillon sud. D'autre part, l'arcade bouchée qui devait faire communiquer le croisillon nord avec le bas-côté a apparemment été refaite avec un tracé moins aigu, avant d'être murée. Ce remaniement n'aurait aucun sens sans l'existence d'un bas-côté. La nef et le porche que l'on trouve actuellement sont dénués de caractère, et ne devraient pas être antérieurs au XVIIIe siècle. Ils sont exclus du classement aux monuments historiques par arrêté du 23 décembre 1931,. — Après le rattachement au nouveau diocèse de Versailles créé sous la Révolution française pour regrouper les paroisses du département de Seine-et-Oise, Ableiges change une seconde fois de diocèse en 1966, quand la refonte des départements d'Île-de-France motive l'érection du diocèse de Pontoise, qui correspond au territoire du nouveau département du Val-d'Oise. Le village est à présent affilié à la paroisse Avernes et Marines, qui est très étendue, et réunit pas moins de trente-cinq clochers. Les messes dominicales sont célébrées en l'église Saint-Martin environ quatre fois par an, le samedi soir ou le dimanche à 9 h 30.

## Description

### Aperçu général

Plan de l'église.

Orientée un peu irrégulièrement vers le sud-est du côté du chevet, l'église répond à un plan symétrique assez simple. Elle se compose d'un porche ; d'une nef simplement plafonnée sans subdivision en travées ; d'un chœur de deux travées au chevet plat, dont la première travée constitue la croisée du transept et sert de base au clocher ; de deux croisillons ; et de deux chapelles latérales du chœur, dont les chevets plats sont alignés sur une même ligne avec le chevet du vaisseau central. La sacristie occupe l'angle entre la nef et le croisillon nord. Des passages berrichons voûtés en berceau relient directement la nef aux croisillons. Une tourelle d'escalier carré, à pan coupé, flanque l'angle nord-est de la chapelle latérale nord. Les six travées orientales sont voûtées d'ogives. La hauteur des collatéraux dépasse à peine la hauteur du vaisseau central, et l'on obtient ainsi un chœur-halle rectangulaire, comme à Boran-sur-Oise, Bruyères-sur-Oise, Chérence, Nogent-sur-Oise, Plailly, Villers-Saint-Paul. Ce type de plan est rare dans le Vexin, où l'on peut encore citer les chœurs-halles carrés de Courcelles-sur-Viosne et Genainville. Le vaisseau central et les deux travées du nord sont recouverts ensemble par une toiture à deux rampants, avec un demi-pignon à l'ouest, et un large pignon à l'est. Le croisillon sud est muni d'un toit en bâtière perpendiculaire à l'axe de l'édifice, avec pignon au sud. Le toit en bâtière de la chapelle du sud prend appui sur celui du croisillon, et se termine par un pignon à l'est, moitié moins large que l'autre. Le clocher est coiffé d'une pyramide en charpente recouverte d'ardoise.

### Intérieur

#### Chœur

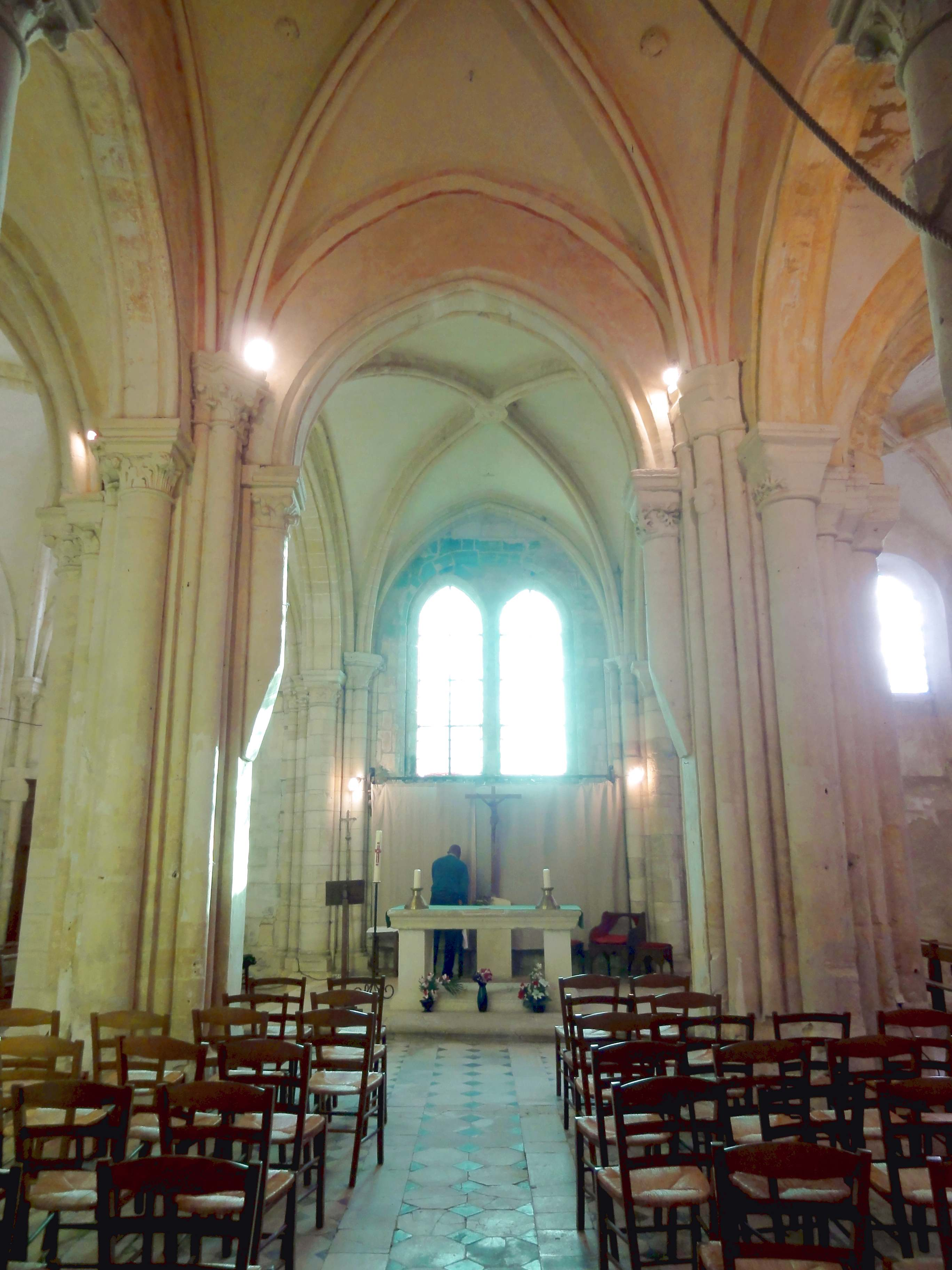
Base du clocher, vue vers l'est.

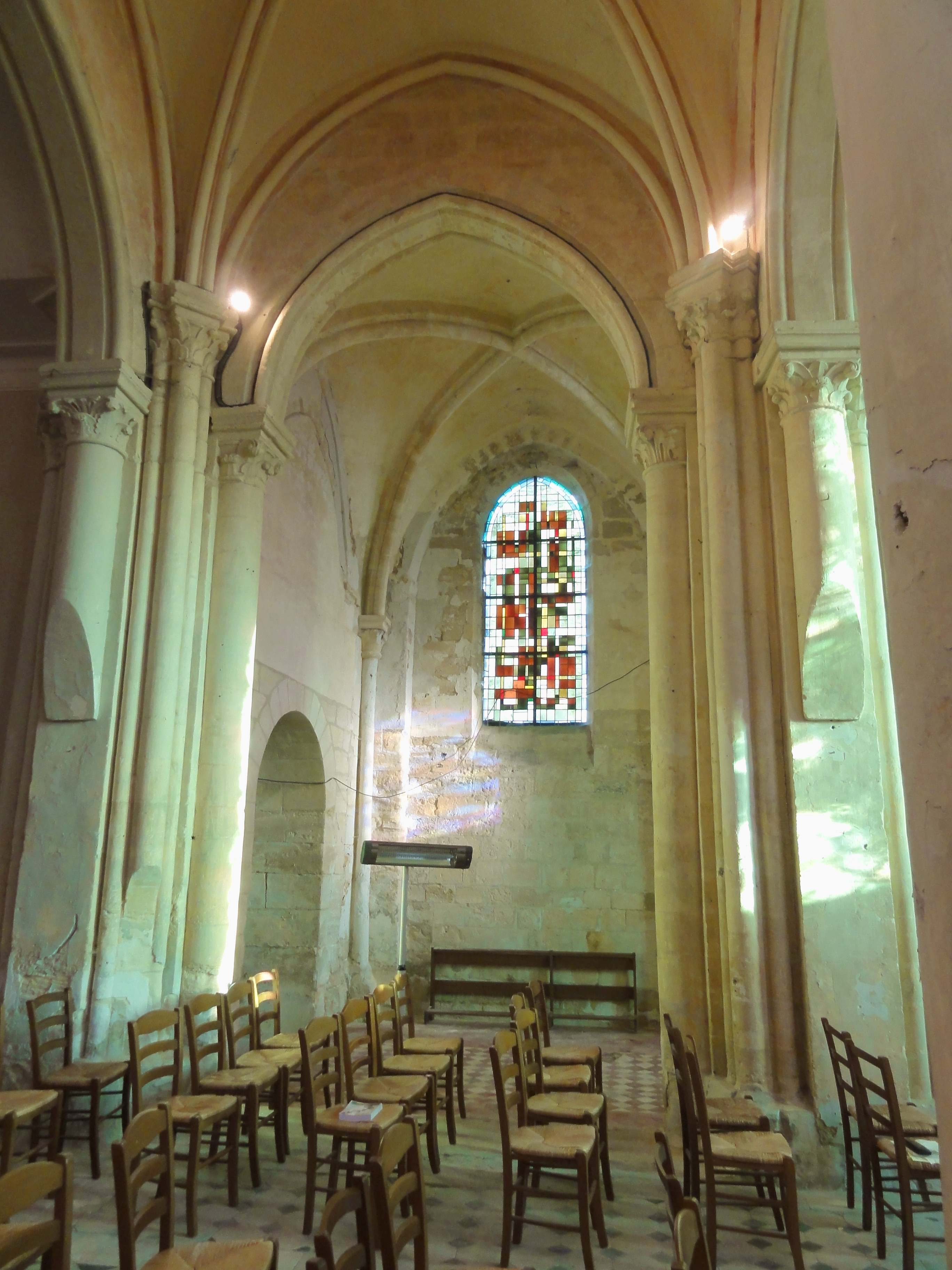
Base du clocher, vue vers le nord.

Le chœur est à un seul niveau d'élévation. Il se compose de deux travées, dont la première est carrée, et la deuxième barlongue dans le sens longitudinal. Depuis l'est, le jour entre par deux lancettes simples en arc brisé, qui sont entourées d'un chanfrein, et s'inscrivent dans un arc de décharge en cintre surbaissé, dont le pourtour est également chanfreiné. L'architecture se caractérise notamment par l'organisation inusitée des supports. Les croisillons ne devant pas être voûtés à la hauteur du vaisseau central, mais presque, l'architecte a pris le parti de donner néanmoins la même hauteur à l'ensemble des doubleaux. L'arc triomphal vers la nef et le doubleau à l'intersection des deux travées n'atteignent donc pas tout à fait la hauteur des voûtes. Par conséquent, des formerets sont présents tout autour des travées, et non seulement latéralement. Pour ne pas faire double emploi avec les formerets, les doubleaux ne sont qu'à un simple rang de claveaux. Leurs chapiteaux se trouvent dissociés de ceux des voûtes. Les chapiteaux des voûtes se situent logiquement à un niveau plus élevé. Avec les formerets, les ogives sont reçues sur des faisceaux de trois fines colonnettes à chapiteaux logés dans les angles. Les fûts correspondant aux ogives sont placés en avant des deux autres, et d'un diamètre plus important. Les chapiteaux des formerets, placés en retrait, sont de dimensions très restreintes, et accolés à ceux des ogives. Ce sont donc les chapiteaux des ogives, les plus importants, qui déterminent l'implantation des faisceaux à 45°, pour faire face aux ogives. L'on trouve cette même disposition dans la nef de Gaillon-sur-Montcient, à la croisée du transept de Bréançon et dans les angles du chevet d'Hadancourt-le-Haut-Clocher. De manière tout à fait conventionnelle, les doubleaux retombent sur les gros chapiteaux de colonnes pour moitié engagées dans les piliers.
Les ogives sont au profil d'une fine arête entre deux tores, et les doubleaux sont au profil d'un méplat entre deux tores. Ces profils sont parmi les plus répandus pour cet usage entre la fin de la période romane et la fin de la première période gothique, soit pendant plus d'un siècle. La clé de voûte de la croisée du transept est la plus aboutie de toute l'église. Elle est formée par un disque sculpté de feuilles d'acanthe, percé d'un trou en son milieu, où apparaît un fruit d'arum. Dans les angles entre deux ogives, des palmettes de feuilles d'acanthe flanquent le disque. Le voûtain occidental a été perforé d'un trou pour la montée des cloches. La clé de voûte de la deuxième travée a été refaite à la Renaissance ou une période postérieure, pendant la seconde moitié du XVIe ou le XVIIe siècle, en même temps que certains chapiteaux. Il se présente comme un disque décoré de cercles concentriques. Les tailloirs sont profilés d'une plate-bande ; d'un filet relié à un cavet terminé inférieurement par une baguette ; et d'une plate-bande et d'un chanfrein placés en retrait. La sculpture des chapiteaux est inspirée de la flore locale des milieux humides, et porte une signature artistique bien particulière. Elle évoque la croisée du transept de Bréançon (dernier quart / fin XIIe siècle) ; la retombée nord du premier et du troisième doubleau de la nef de Chars, et le deuxième et troisième pilier des grandes arcades du nord de la même église (troisième quart du XIIe siècle), dont le collateur de la cure est également l'abbaye Saint-Denis à partir de 1176 ; ainsi que les fins des bas-côtés d'Ennery (années 1170). Si les chapiteaux au nord sont remarquablement bien conservés, il est à noter que presque tous les chapiteaux au sud du chœur sont abîmés ou ont été refaits. Ne demeurent intacts, que le chapiteau méridional de l'arc triomphal, et à peu près, le grand chapiteau à droite de l'abside, à l'ouest du doubleau méridional de la seconde travée. Autour de la pile sud-ouest du clocher, les petits chapiteaux ont été refaits avec de hauts tailloirs assez sommairement moulurés, et des chapiteaux cylindriques sans sculpture. Autour de la pile sud-est du clocher, les tailloirs sont abîmés ; certains ont été raccommodés à force de plâtre. La sculpture des chapiteaux est également noyée dans du plâtre sur certains chapiteaux autour de ce pilier. Sinon, les motifs sont ici les mêmes pour tous les chapiteaux ; ce sont des feuilles maigres ramifiées et se détachant nettement de la corbeille, mais sans physionomie bien précise, aux détails restant flous, dans le style du XIVe siècle. Il pourrait s'agir du résultat d'une restauration au cours de la guerre de Cent Ans, et il est également possible que cette sculpture ait été réalisée en stuc, afin de se dispenser du remplacement des corbeilles abîmées. Enfin, près du chevet, les tailloirs des chapiteaux sont incomplets, et les corbeilles ont été arasées.

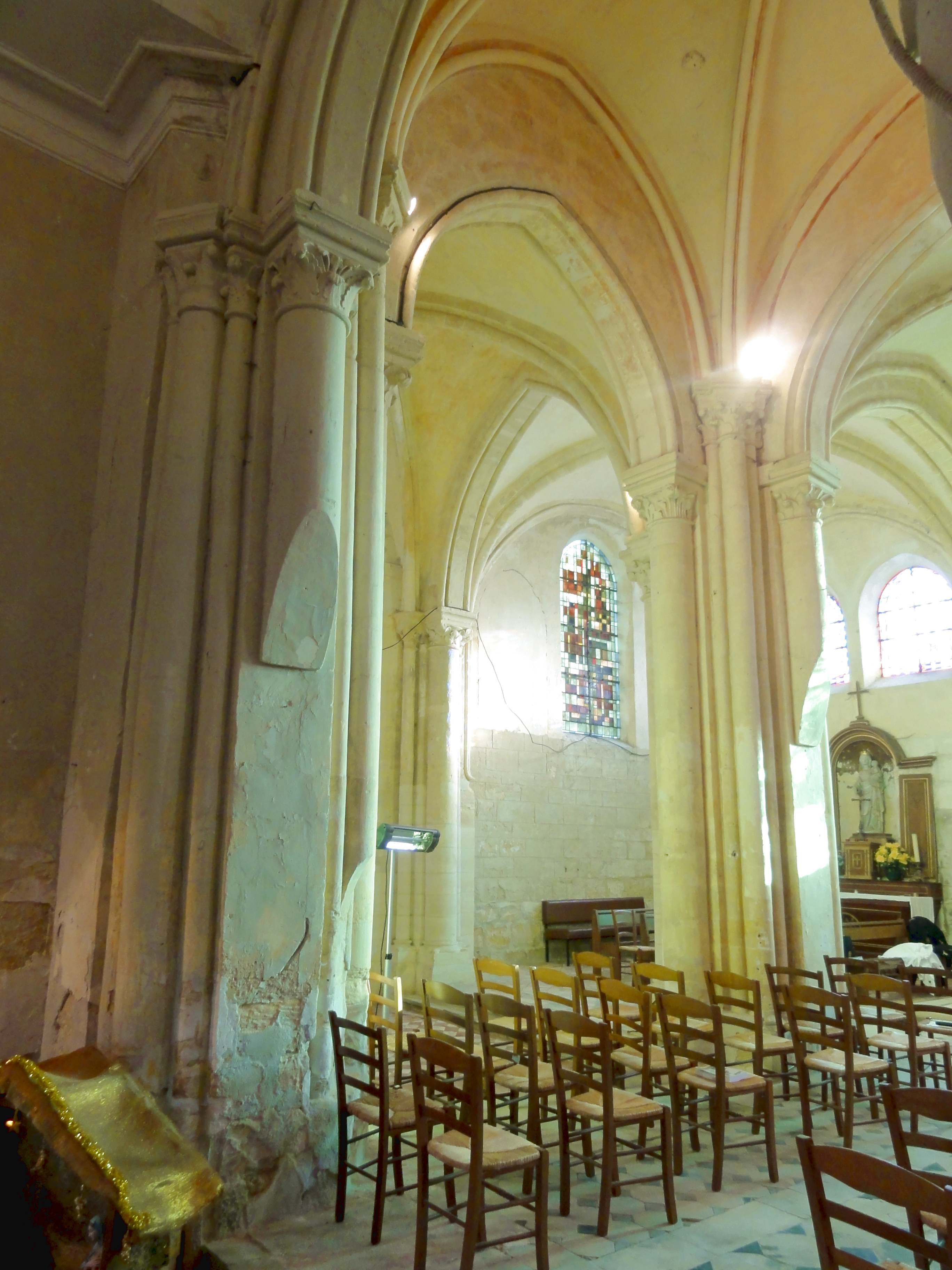
Base du clocher, vue vers le nord-est.
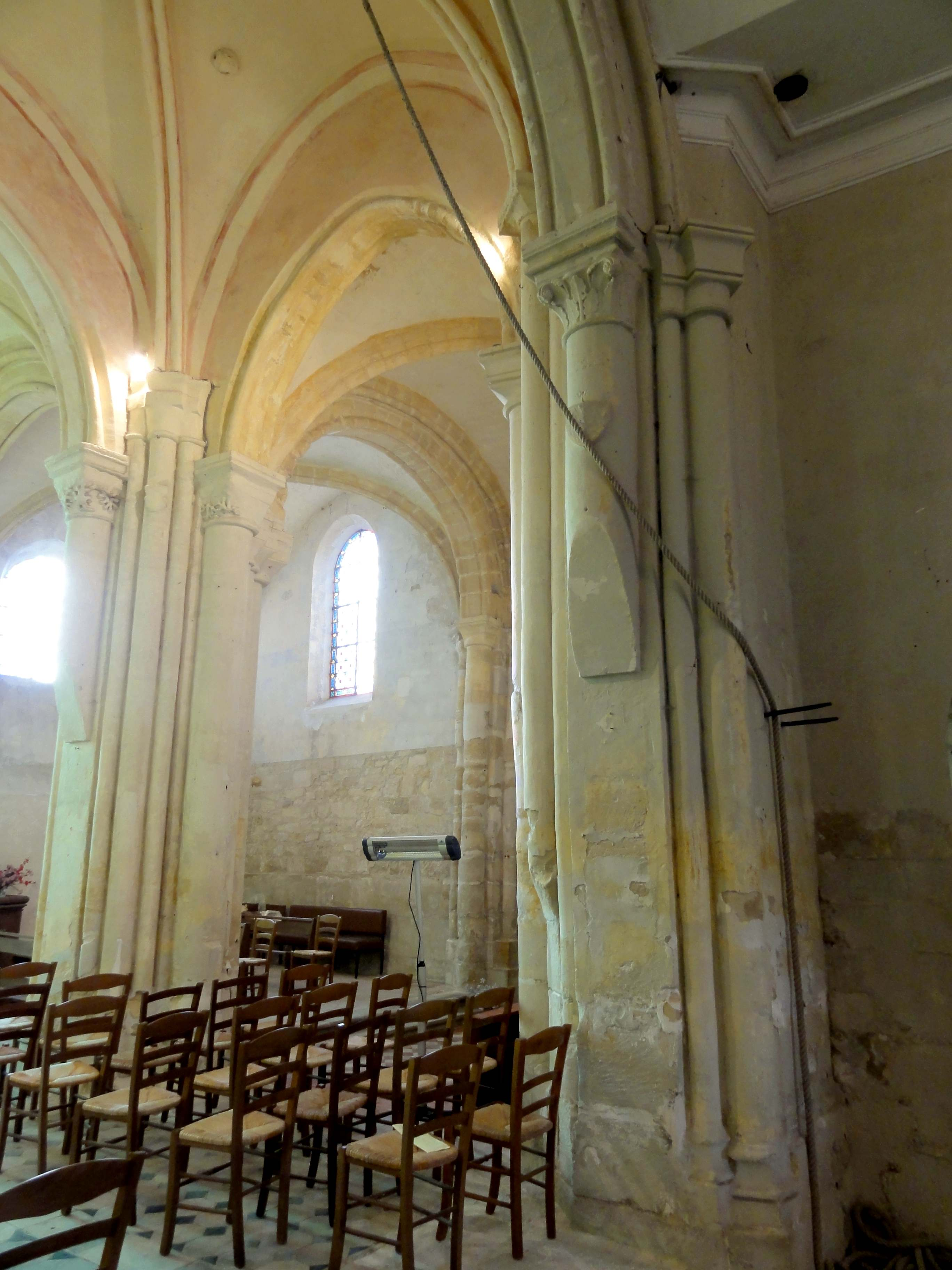
Base du clocher, vue vers le sud-est.
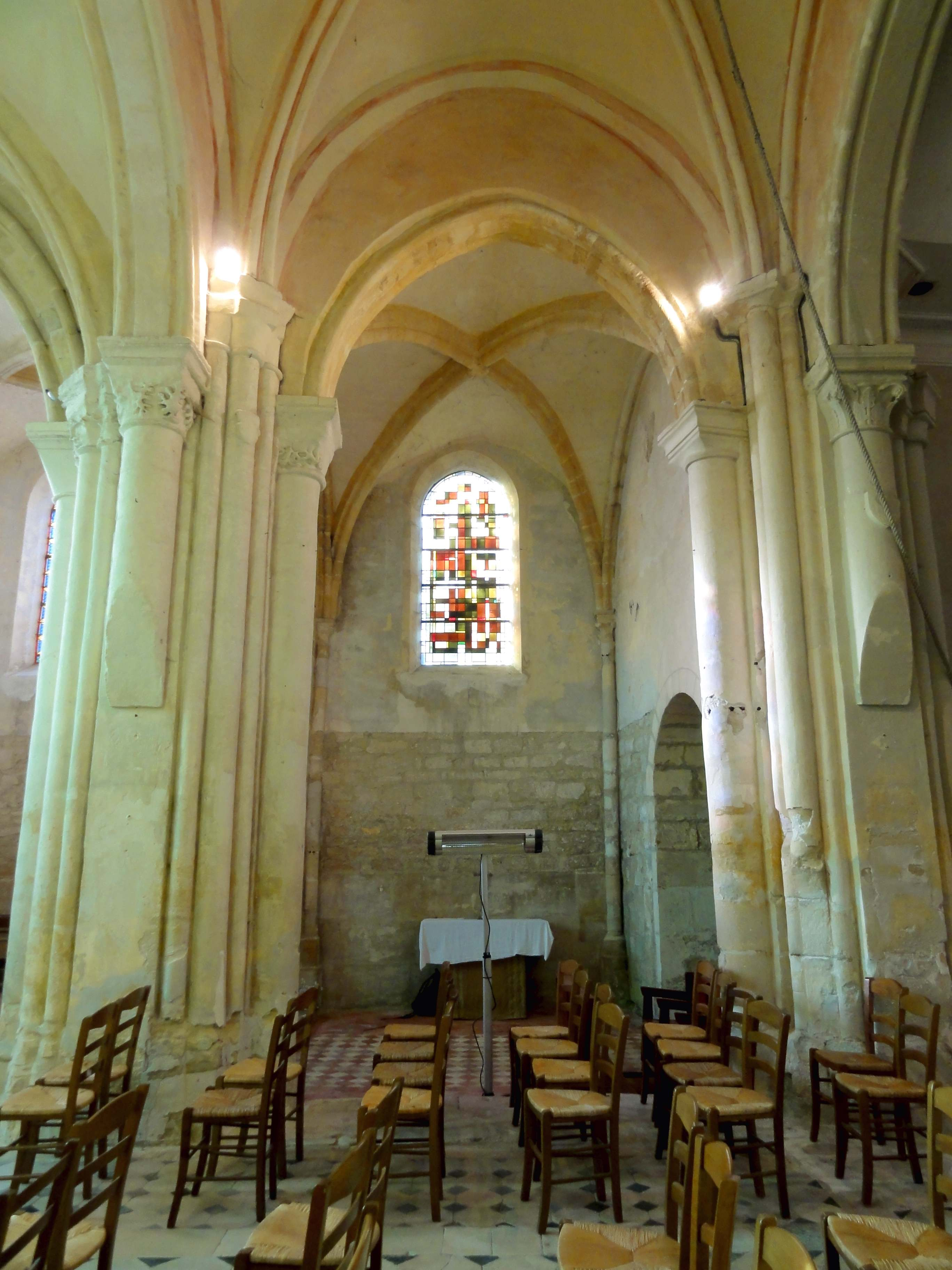
Base du clocher, vue vers le sud.
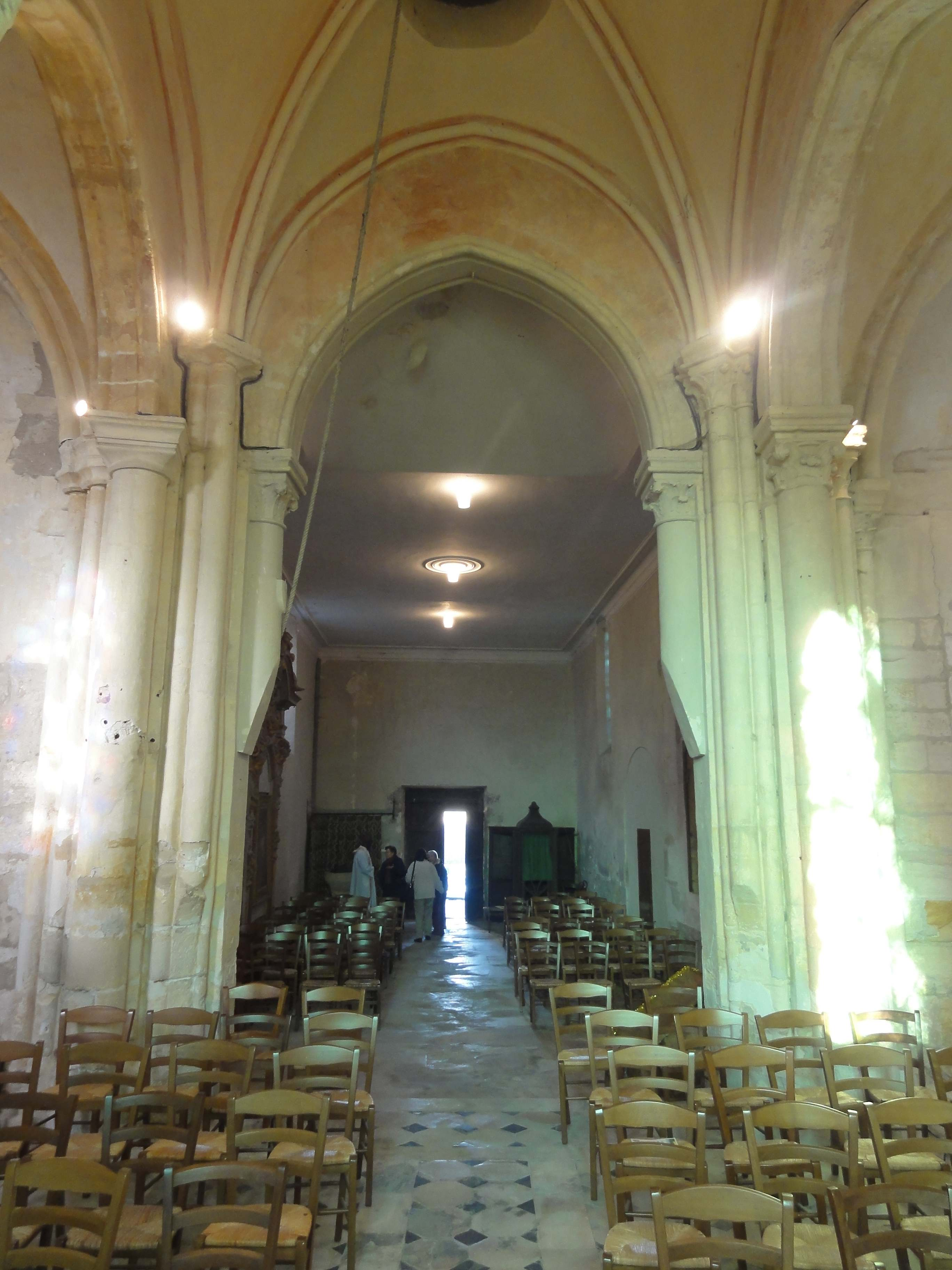
Base du clocher, vue vers l'ouest.
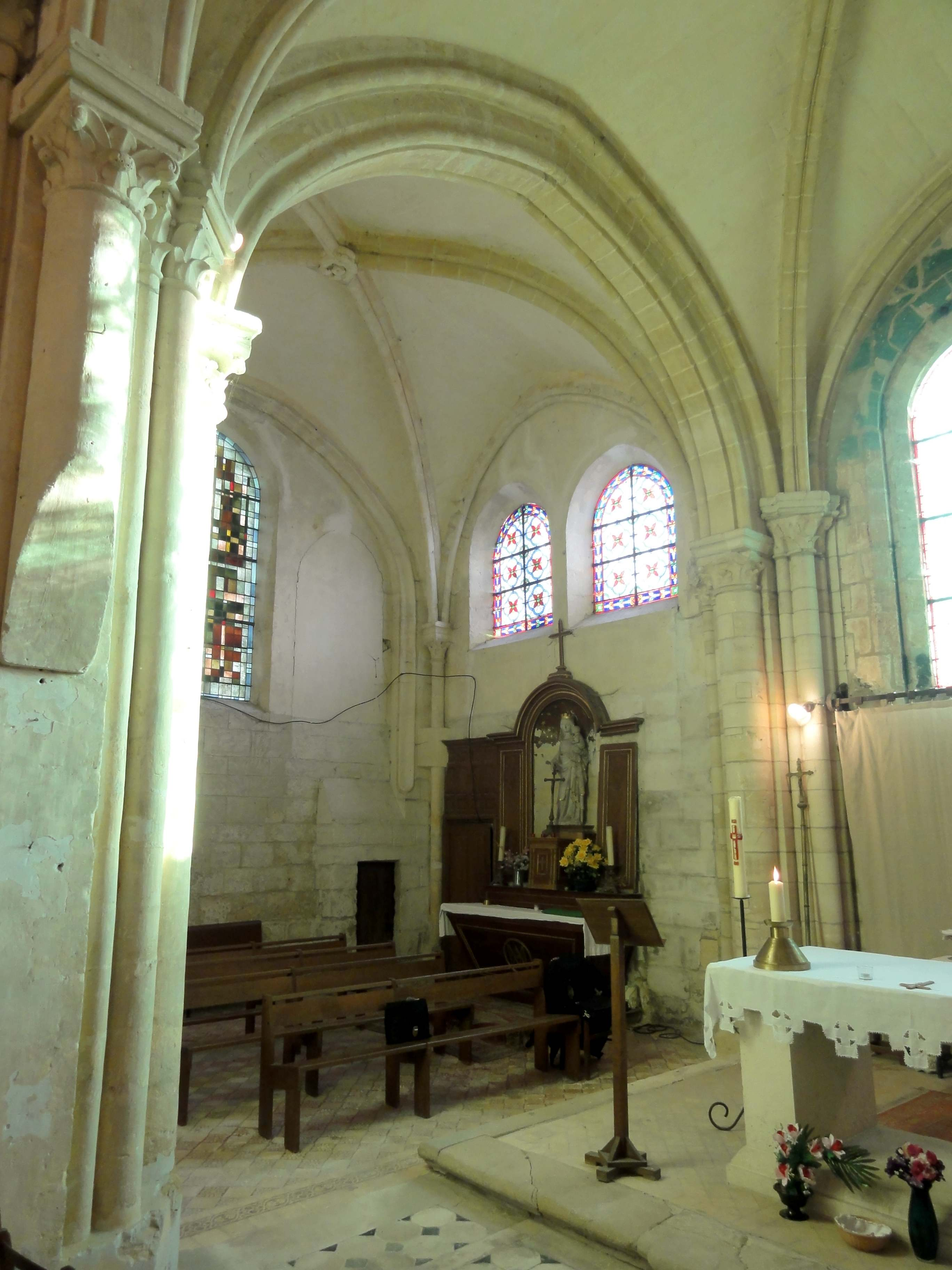
2e travée, vue vers le nord-est.
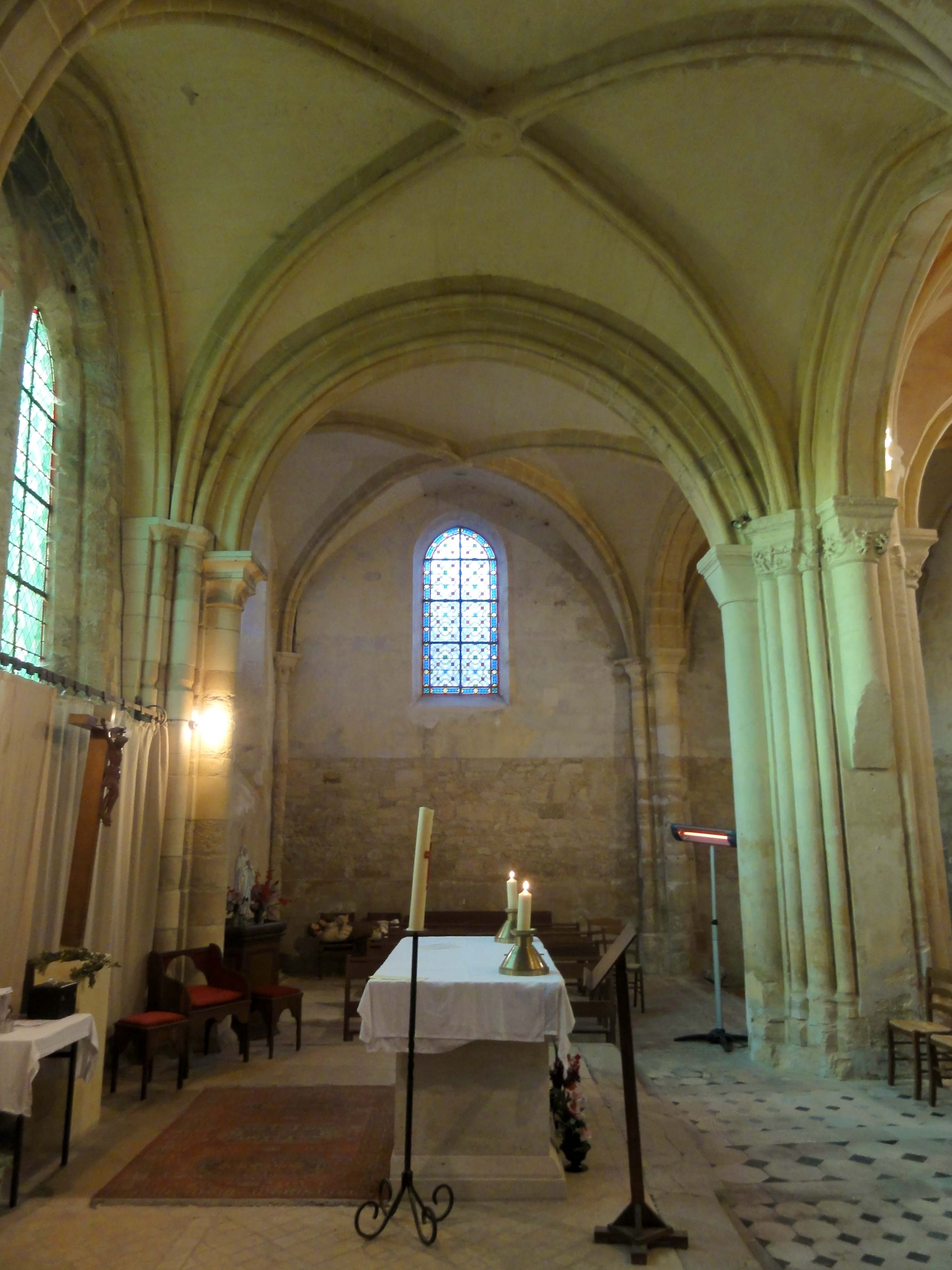
2e travée, vue vers le sud.

Chapiteaux
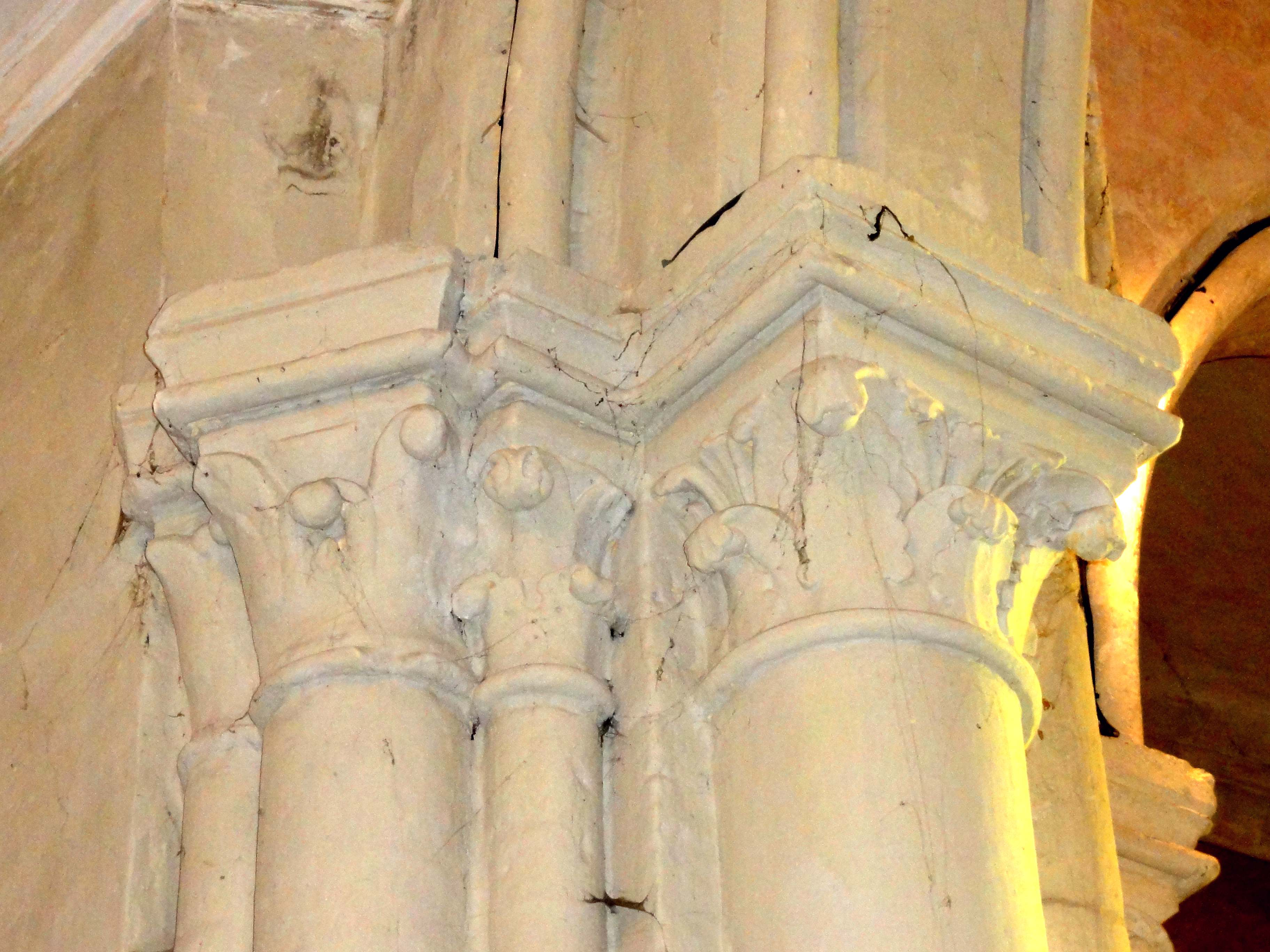
Nef, arc triomphal, côté nord.
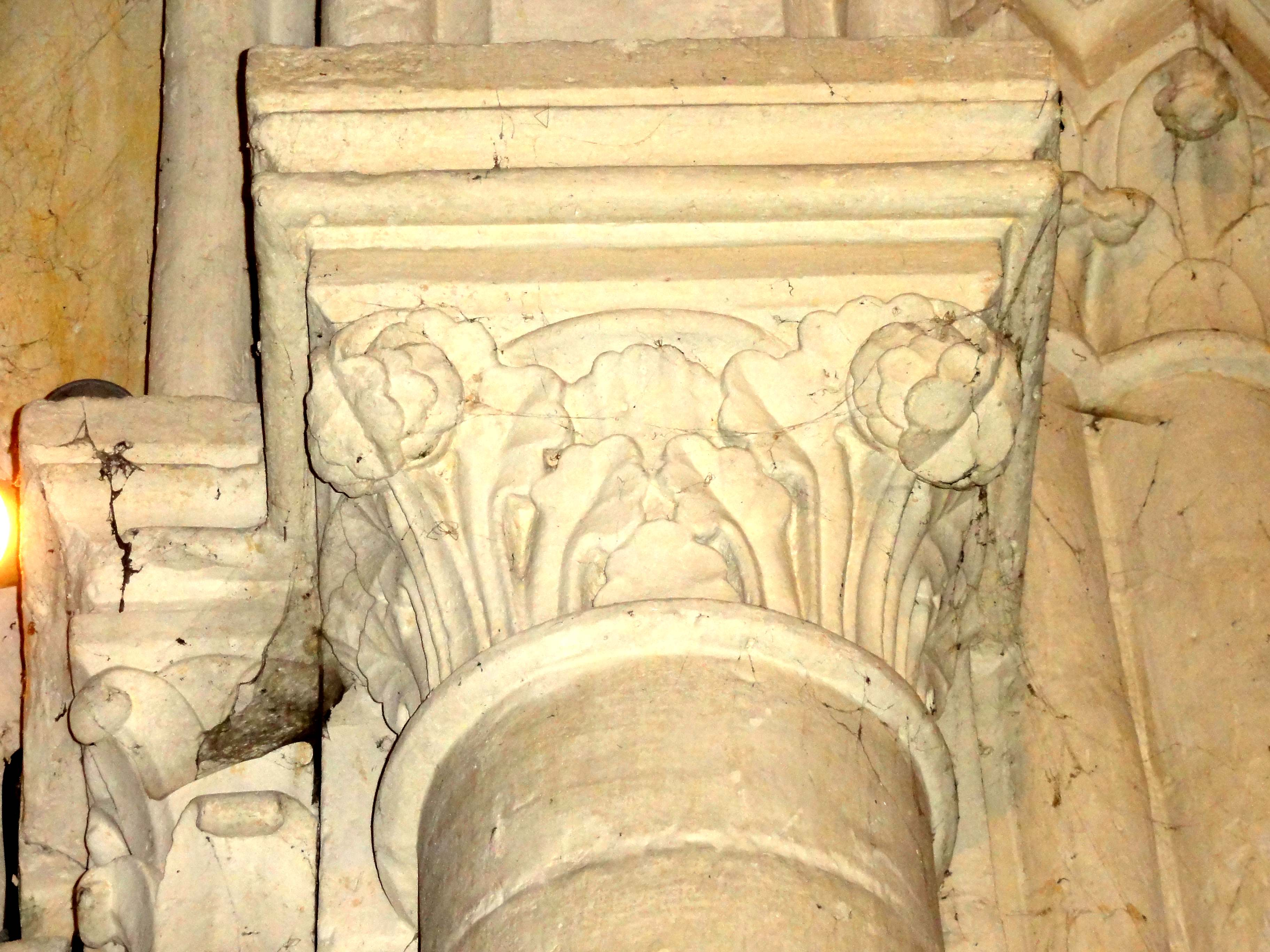
Base du clocher, doubleau septentrional, côté est.
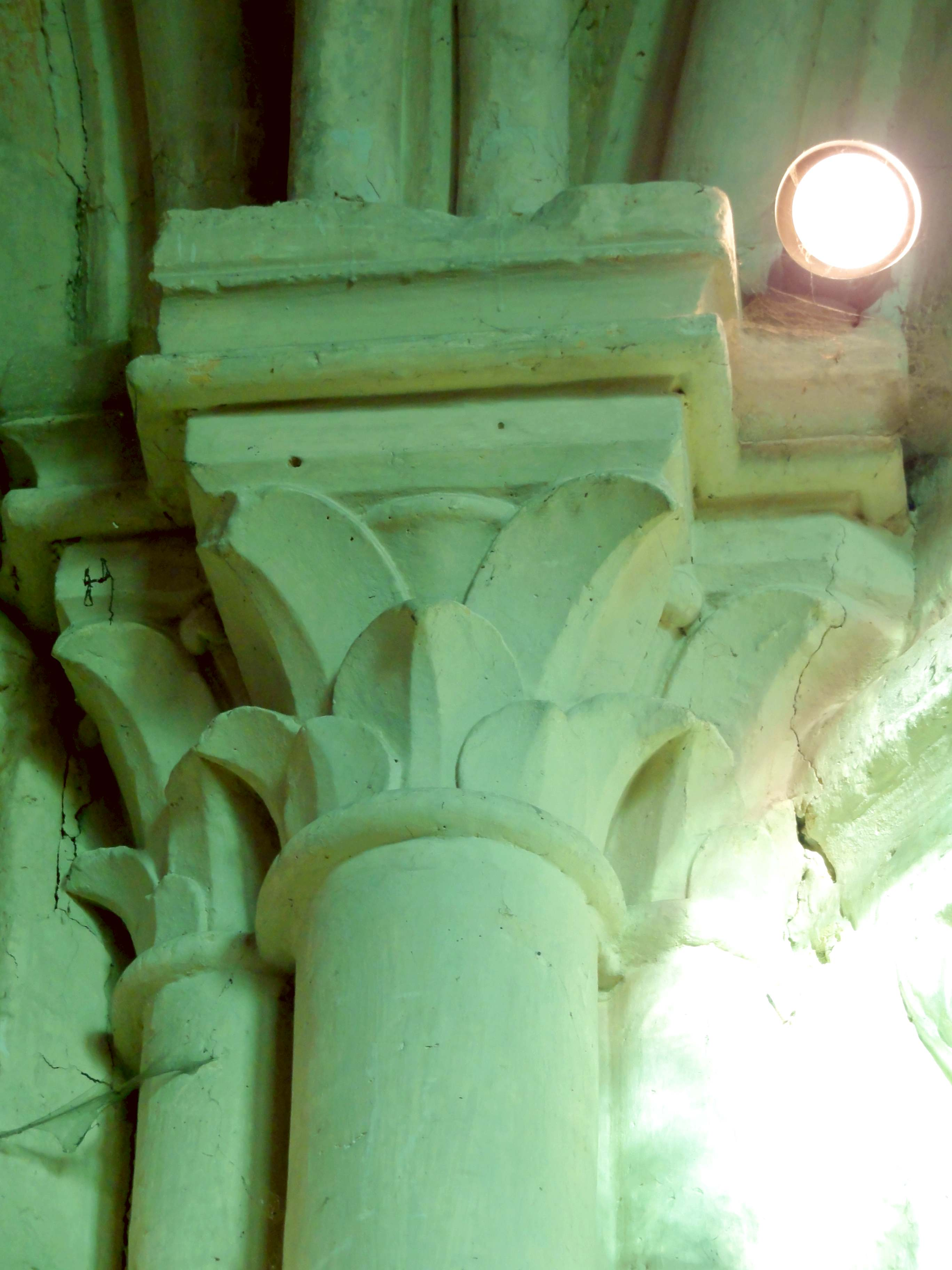
2e travée, angle nord-ouest.
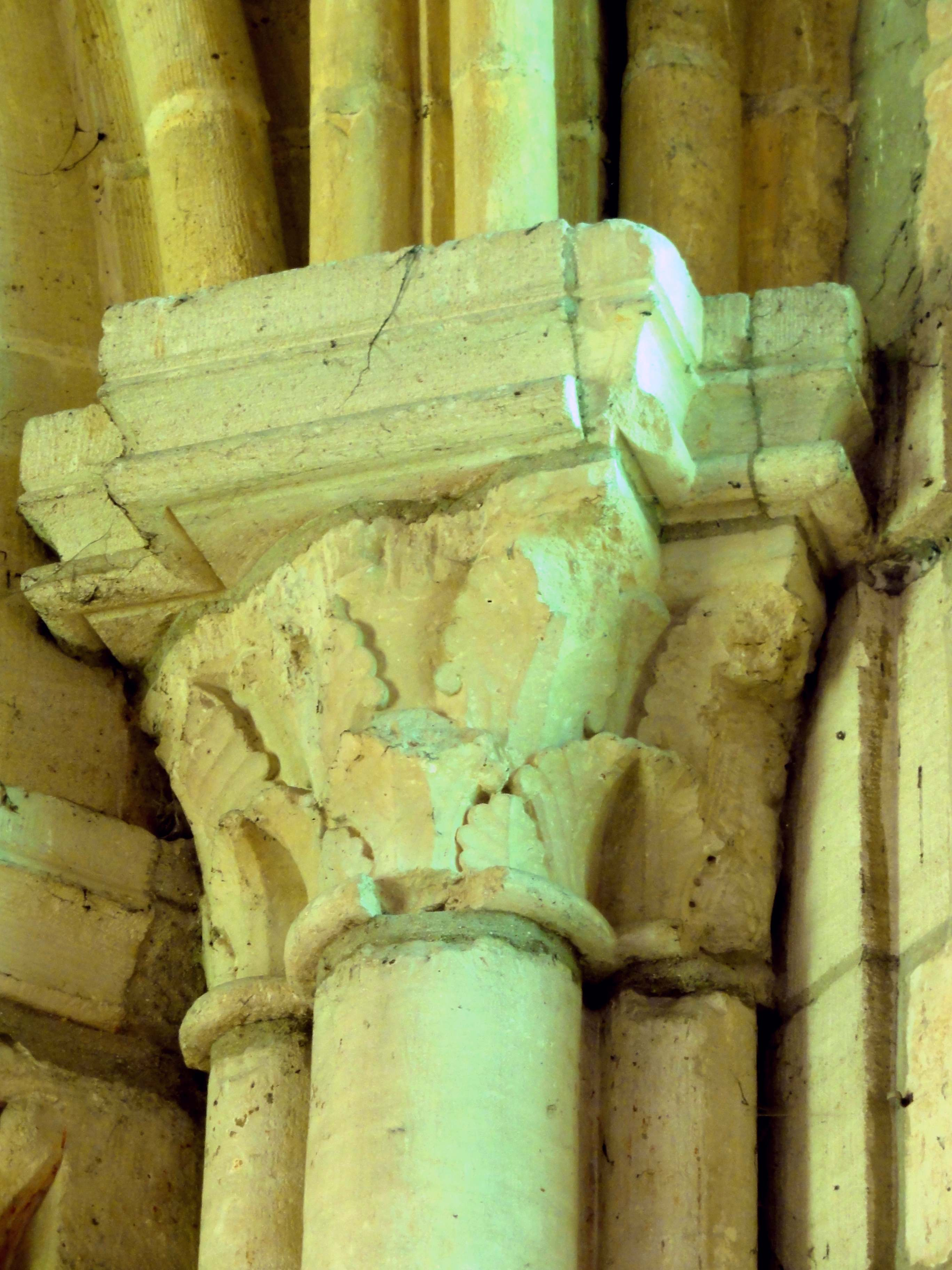
2e travée, angle nord-est.
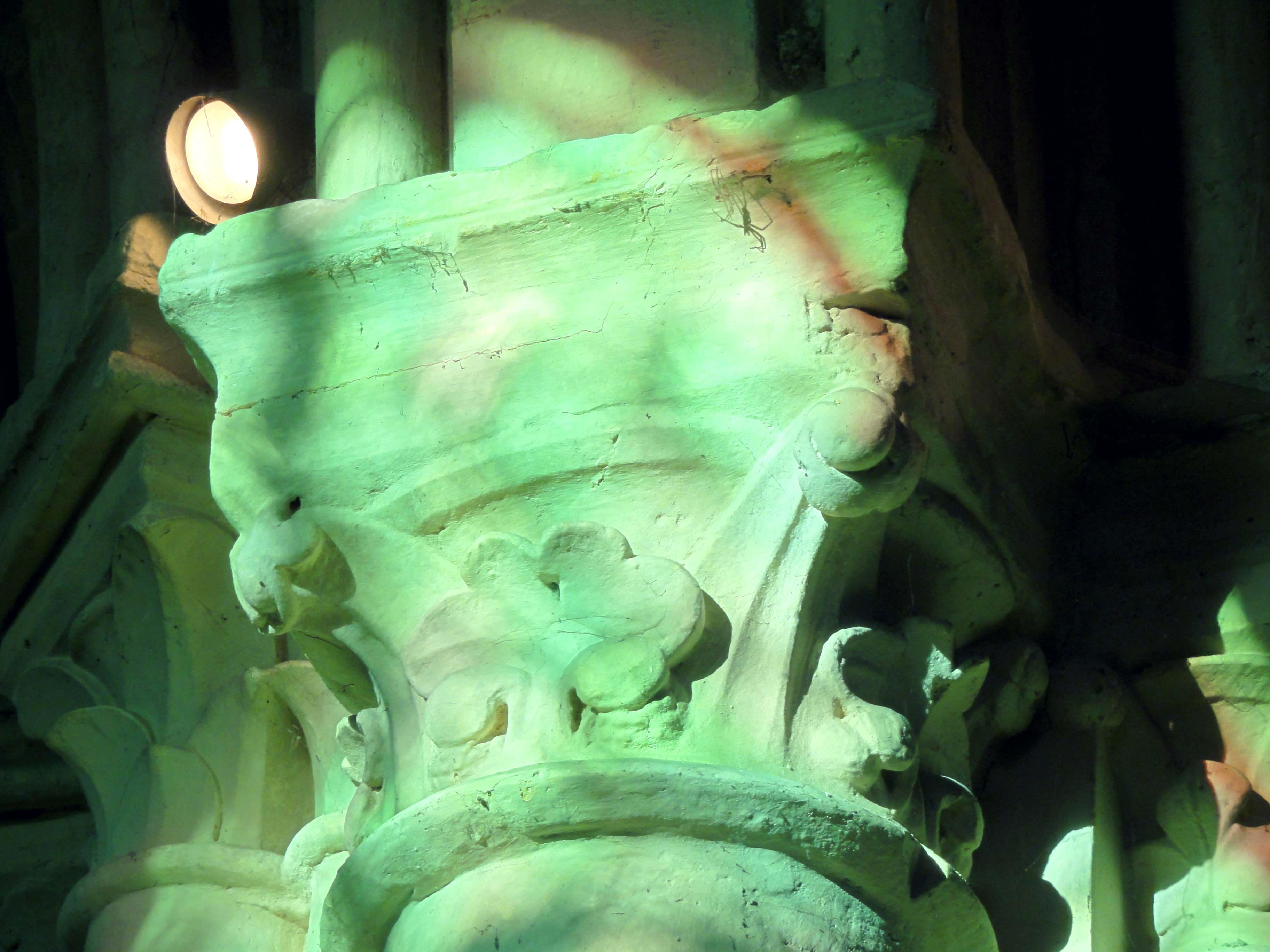
2e travée, doubleau septentrional, côté ouest.
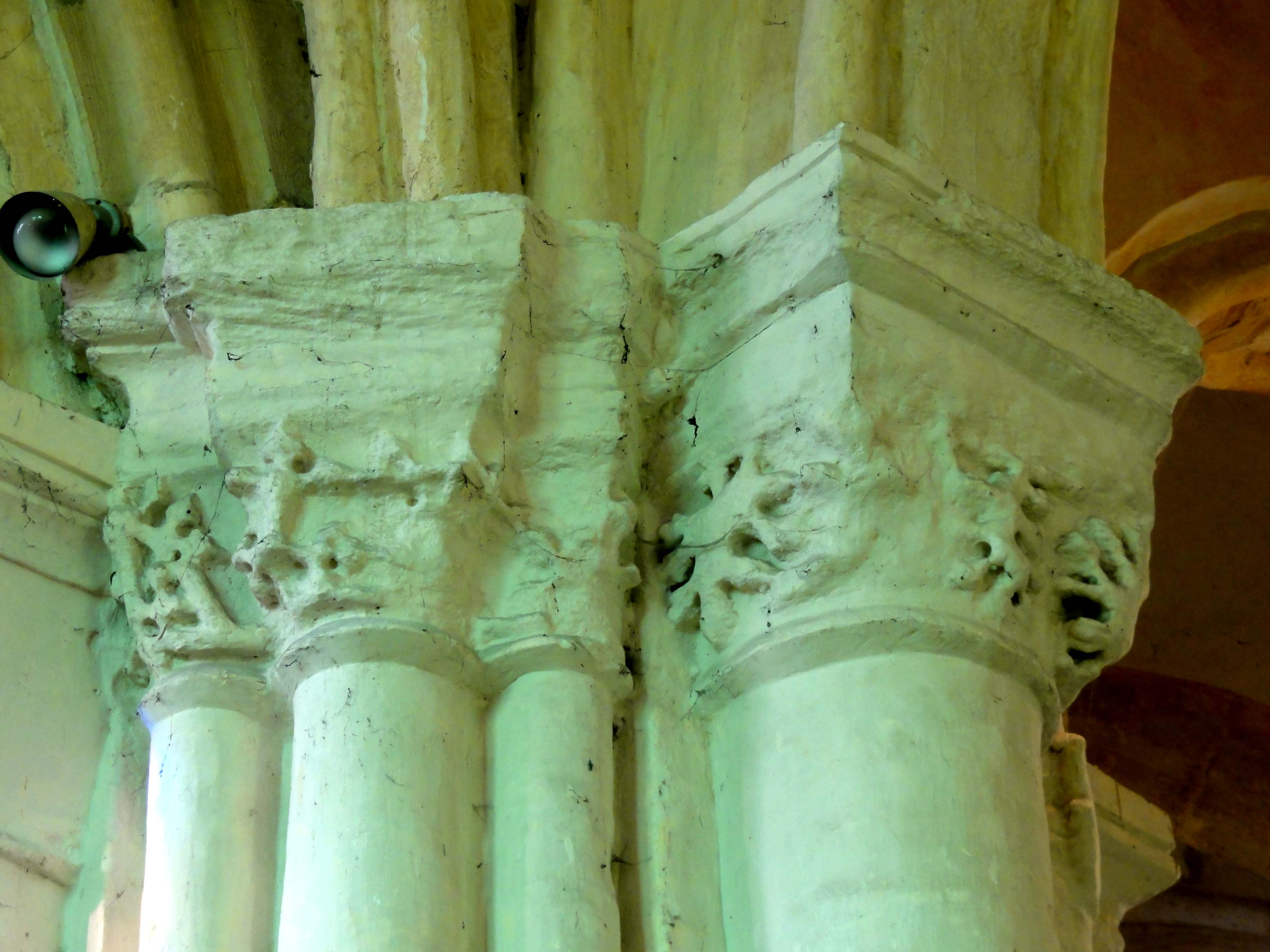
2e travée, angle sud-ouest (refaits au XIVe).

#### Croisillon et chapelle latérale nord

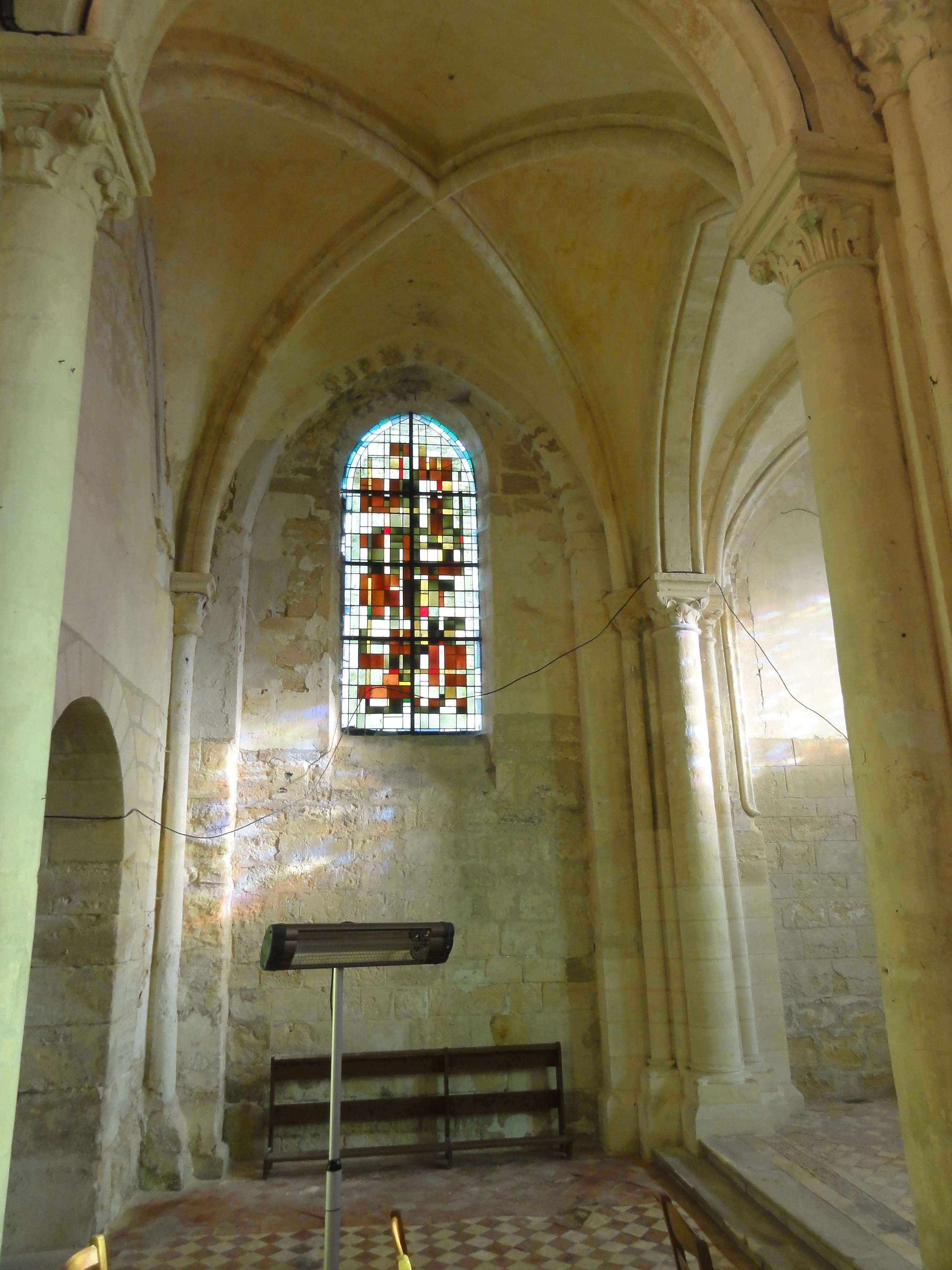
Croisillon nord, vue vers le nord.

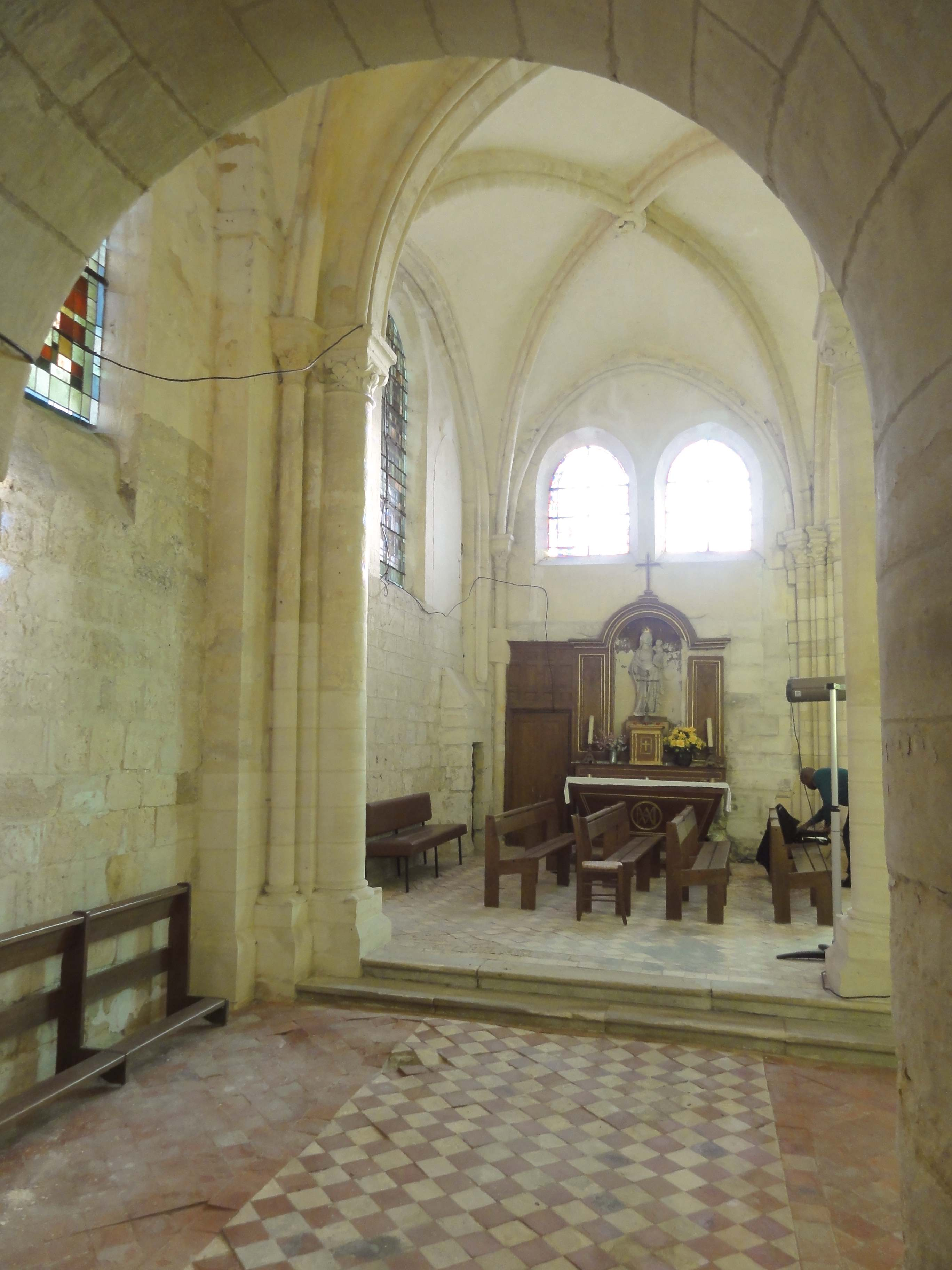
Croisillon nord, vue vers l'est.

Le croisillon nord est de plan carré ; la chapelle latérale nord, dédiée à la Vierge Marie, est de plan barlong dans le sens longitudinal. Les dimensions sont les mêmes que pour le vaisseau central. L'élévation méridionale se compose des deux doubleaux vers le vaisseau central. Le doubleau au sud du croisillon fait partie de la campagne de construction du vaisseau central, et a déjà été décrit. Cependant, le doubleau atteignant la hauteur de la voûte, le rang de claveaux supérieur n'apparaît ici pas comme un formeret. Le doubleau au sud de la chapelle appartient à la campagne de construction du collatéral nord, mais est conçu selon les mêmes principes que le doubleau précédent : ce ne sont que les tailloirs et les chapiteaux qui diffèrent. Contrairement à la plupart des arcades ouvertes dans un mur préexistent, l'on n'observe aucun ressaut, aucune irrégularité, et la sculpture et la modénature sont du même niveau qu'ailleurs. Assez souvent, les arcades ménagées après coup ne sont pas moulurées, et dépourvues de colonnettes à chapiteaux. De toute évidence, la construction du doubleau a donc été prévu dans le projet initial. Dans le même sens, le doubleau qui sépare les deux travées du nord accuse le même profil que les doubleaux du vaisseau central. Il est à simple rouleau. Les irrégularités se concentrent sur les élévations ouest et nord. À l'ouest, l'on voit une arcade en tiers-point bouchée, qui est un peu moins élevée que la voûte, et un peu moins large que le croisillon. Le tracé initial de l'arcade était très aigu. Il a ensuite été corrigé pour se conformer aux autres doubleaux de l'église. Hormis les traces sur le mur, ne restent plus qu'une partie de la mouluration de l'arcade, et une partie des tailloirs. Un chapiteau est toutefois visible depuis l'extérieur. Dans le mur qui bouche l'arcade, s'ouvre une petite arcade en plein cintre, non décorée, qui constitue le début du passage berrichon vers la nef. Ce passage est voûté en berceau, et décrit un quart-de-cercle. D'autres églises de la région possèdent des passages berrichons, dont Arthies, Belle-Église, Brignancourt, Delincourt, Heilles, Marquemont, Moussy, Nogent-sur-Oise, Villers-sous-Saint-Leu et Saint-Martin-des-Champs. Ils datent généralement d'origine, ou de la reconstruction après la guerre de Cent Ans, si les croisillons ont été agrandis à cette époque. Ableiges représente l'un des très rares exemples du XVIIIe siècle.
À l'ouest du croisillon, le formeret fait défaut. Au nord, le formeret n'est pas mouluré, et se présente comme un simple rang de claveaux retombant directement sur des pilastres, sans interposition de tailloirs ou chapiteaux. Le résultat évoque une arcade bouchée, ce qui ne semble toutefois pas être le cas, car le mur paraît homogène à l'extérieur. L'éclairage est procuré par une lancette simple. Au sud de la chapelle, le formeret prend la forme d'une gorge délimitée par deux baguettes, qui se prolonge jusqu'à mi-hauteur des piédroits. Au début et à la fin de la gorge, les deux baguettes se rejoignent. Cette moulure particulière apparaît au cours des années 1220 / 1240 sur les baies du triforium de Montgeroult, à l'entrée de la niche d'autel de Puiseux-Pontoise, autour du portail de Seraincourt, et à la croisée du transept de Triel-sur-Seine. L'on peut imaginer qu'une disposition analogue était initialement prévue pour le croisillon nord, ce qui serait compatible avec le formeret actuellement en place. Un triplet de trois lancettes s'inscrit sous ce formeret, dont les deux lancettes latérales, moins élevées que celle du centre, sont bouchées. La porte à droite du mur septentrional dessert la cage d'escalier hors-œuvre. Quant au chevet, il est éclairé par deux lancettes simples, comme dans le vaisseau central, mais sans arc de décharge. La moitié inférieure des lancettes est bouchée. Restent à évoquer les voûtes et leurs supports. Les ogives sont au profil d'un tore en forme d'amande. Dans le croisillon, il est placé devant un bandeau, dont les angles sont adoucis par des moulures concaves. Cette disposition paraît déjà au chœur de Béthancourt-en-Valois, au tout début du XIIIe siècle. La clé de voûte n'est pas décorée, de même qu'à Béthancourt. Dans la chapelle, le tore est dégagé du bandeau par deux gorges, visibles seulement latéralement. Comme déjà signalé, la clé de voûte est une couronne de feuillages « tournante », qui ne sont pas encore répandues au début du XIIIe siècle. Par rapport à leurs homologues de la première campagne de construction, les tailloirs se distinguent par l'absence de la baguette en bas du cavet. En outre, ils sont implantés orthogonalement, sauf au sud de la chapelle. Les chapiteaux sont sculptés de crochets et de feuilles polylobées grasses, et sont plus conventionnels de ceux du vaisseau central. L'on trouve aussi des feuilles simples, dans l'angle sud-ouest du croisillon, et des feuilles polylobées plates, assez insolites, au nord du doubleau intermédiaire. La configuration des supports n'appelle aucune remarque particulière : abstraction fait des deux doubleaux méridionaux, l'on trouve des faisceaux d'une colonne engagée et de deux colonnettes des deux côtés du doubleau intermédiaire, et une colonnette unique dans les quatre angles du collatéral.

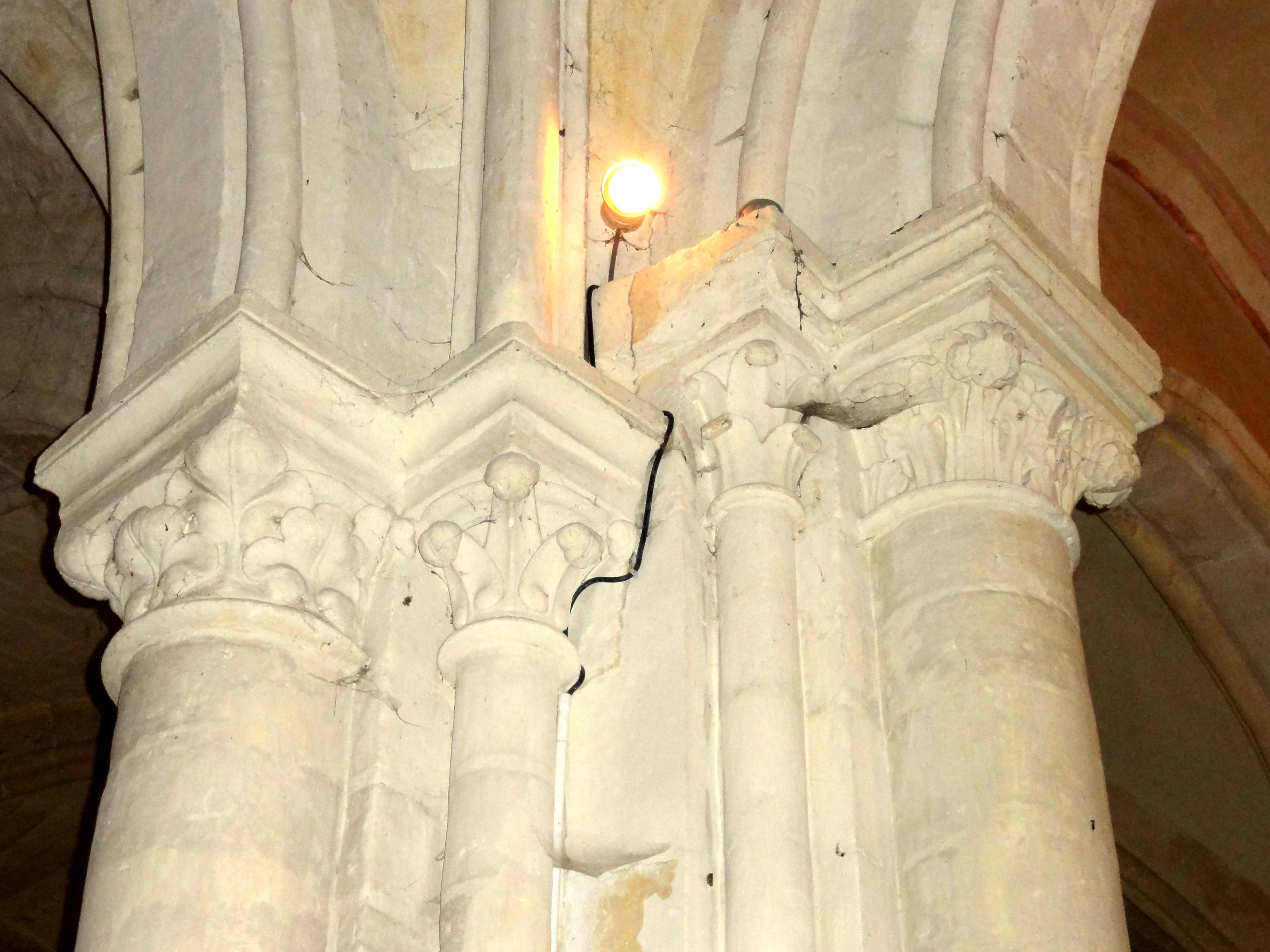
Croisillon nord, chapiteaux dans l'angle sud-est.
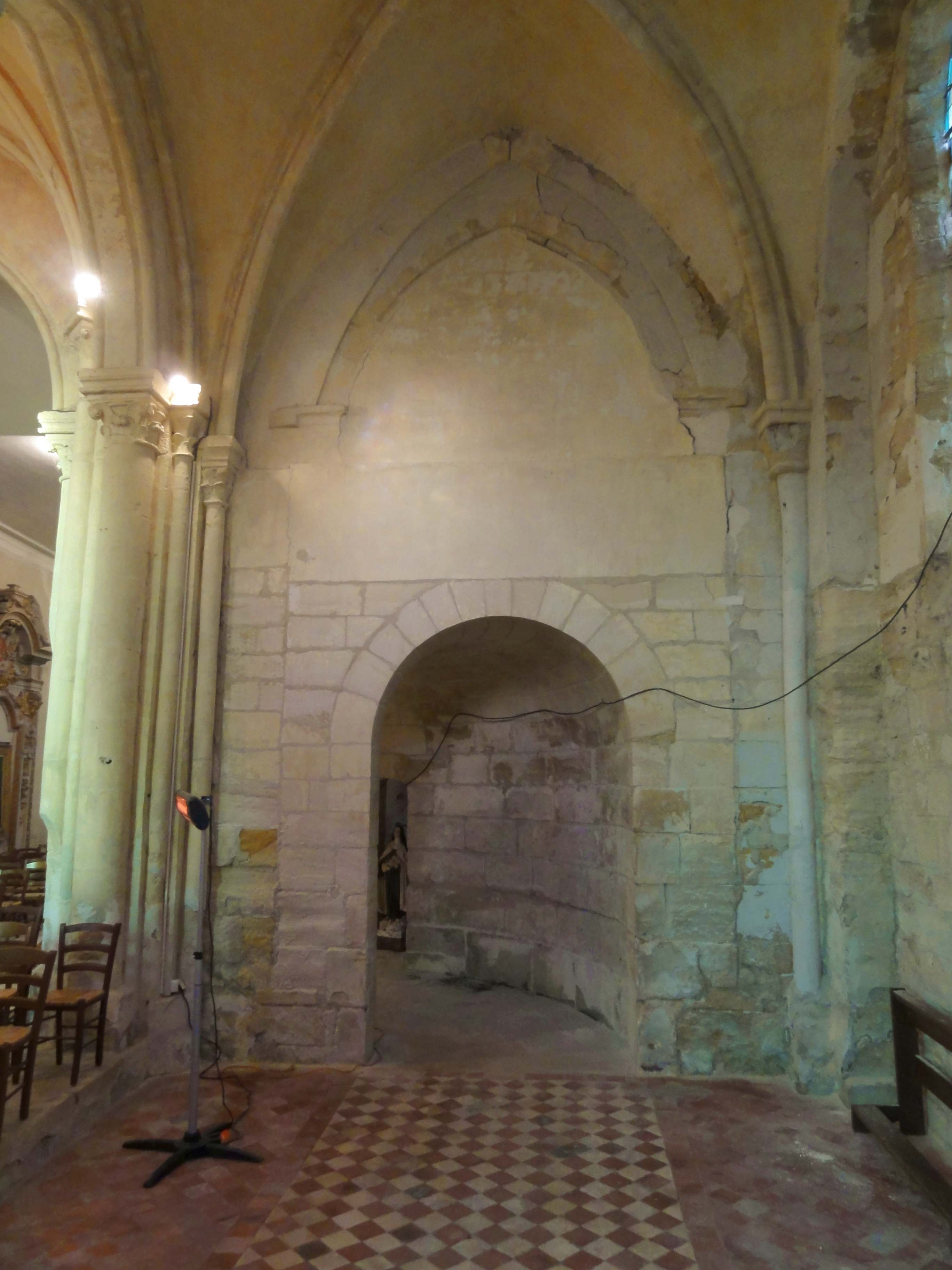
Croisillon nord, vue vers l'ouest.
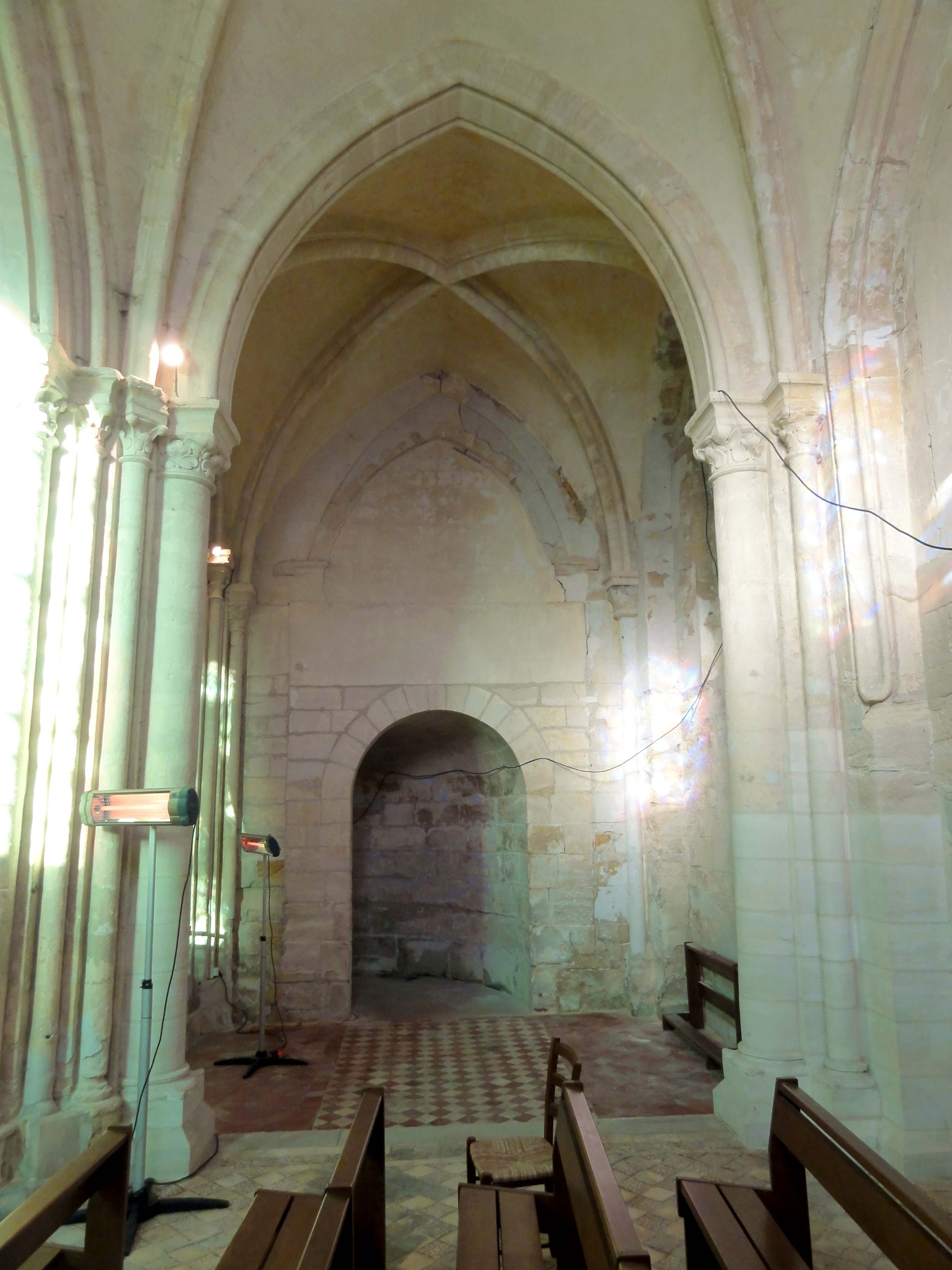
Chapelle nord, vue vers l'ouest.
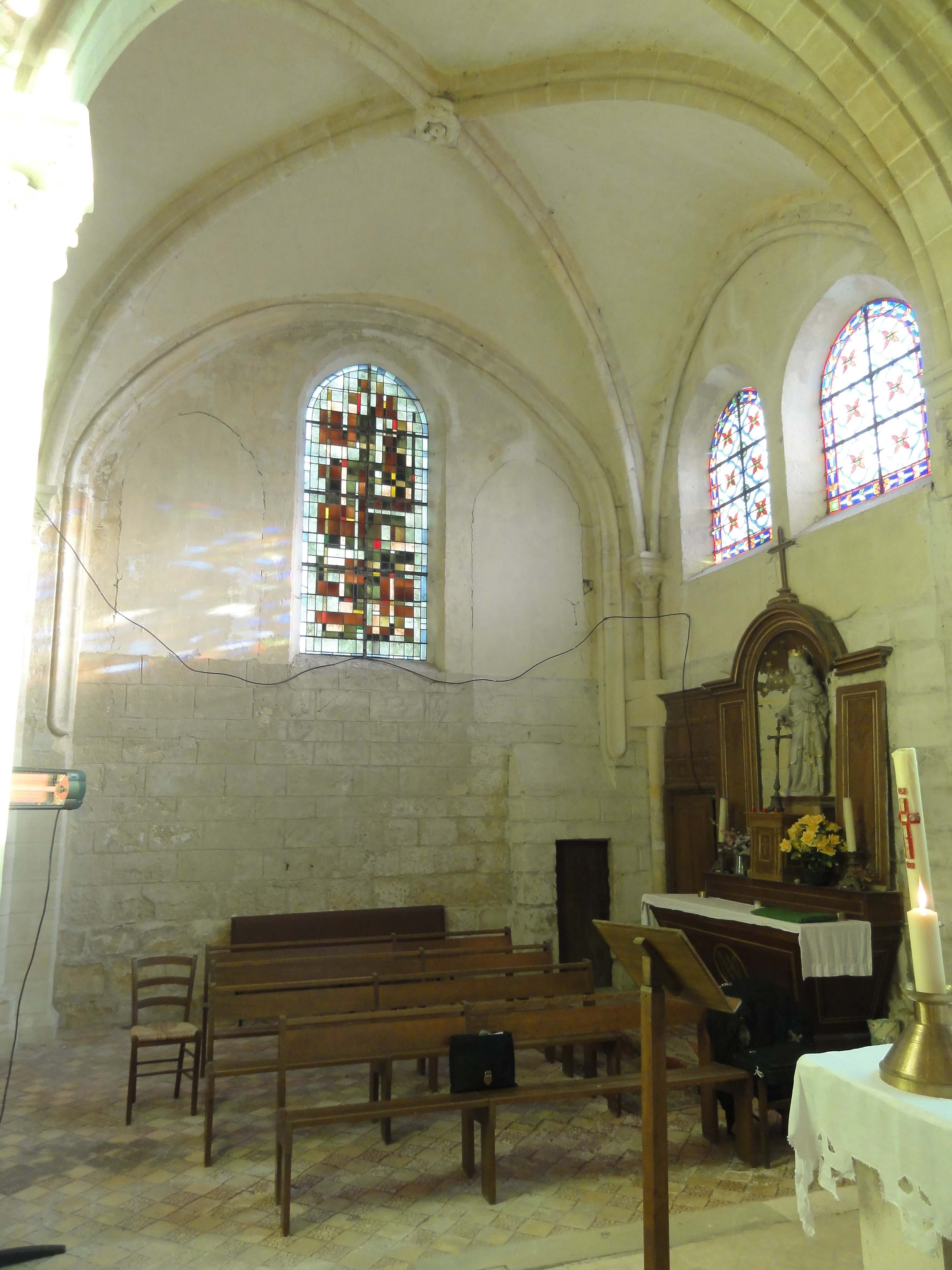
Chapelle nord, vue vers le nord-est.
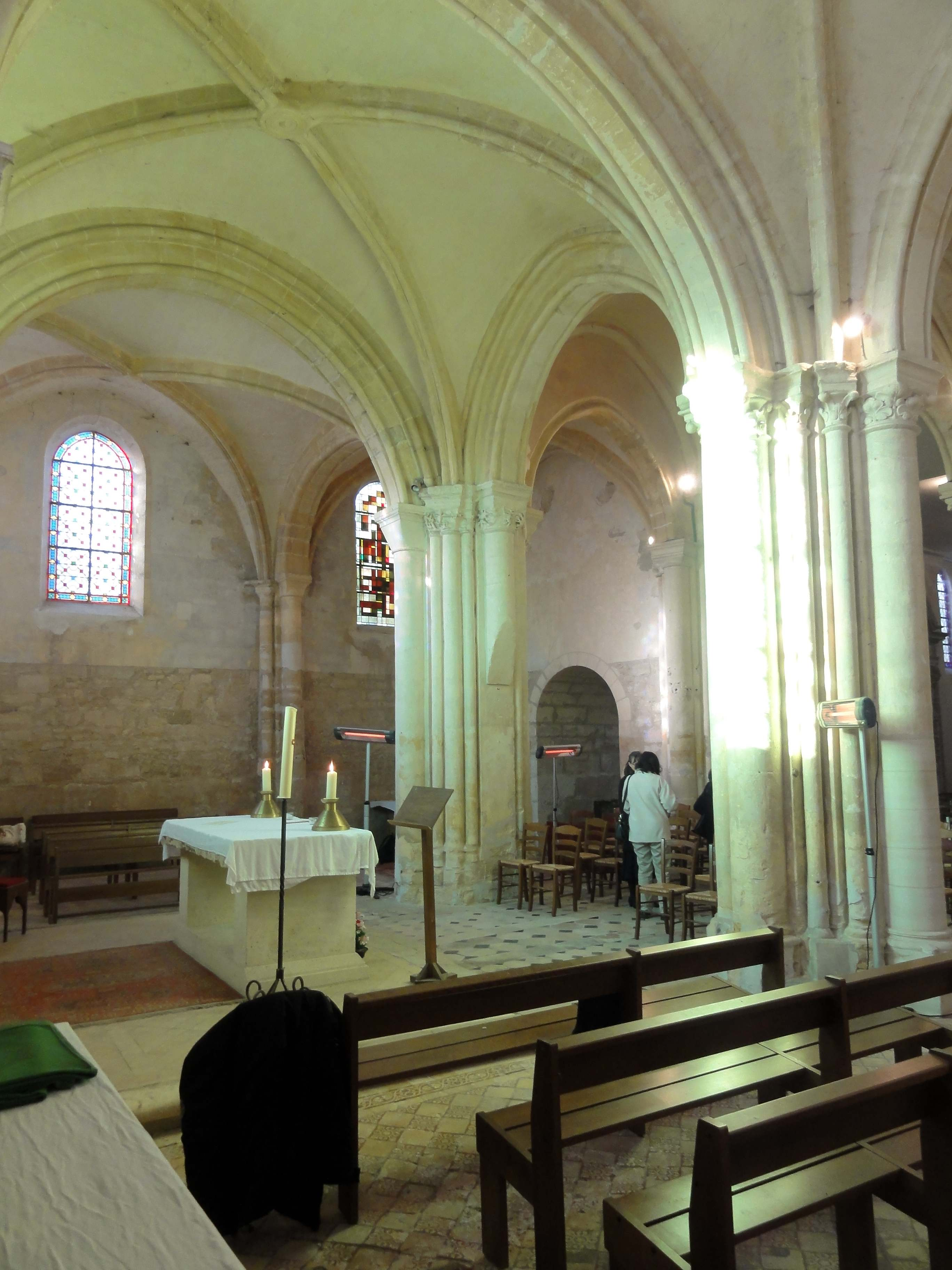
Chapelle nord, vue diagonale vers le sud-ouest.
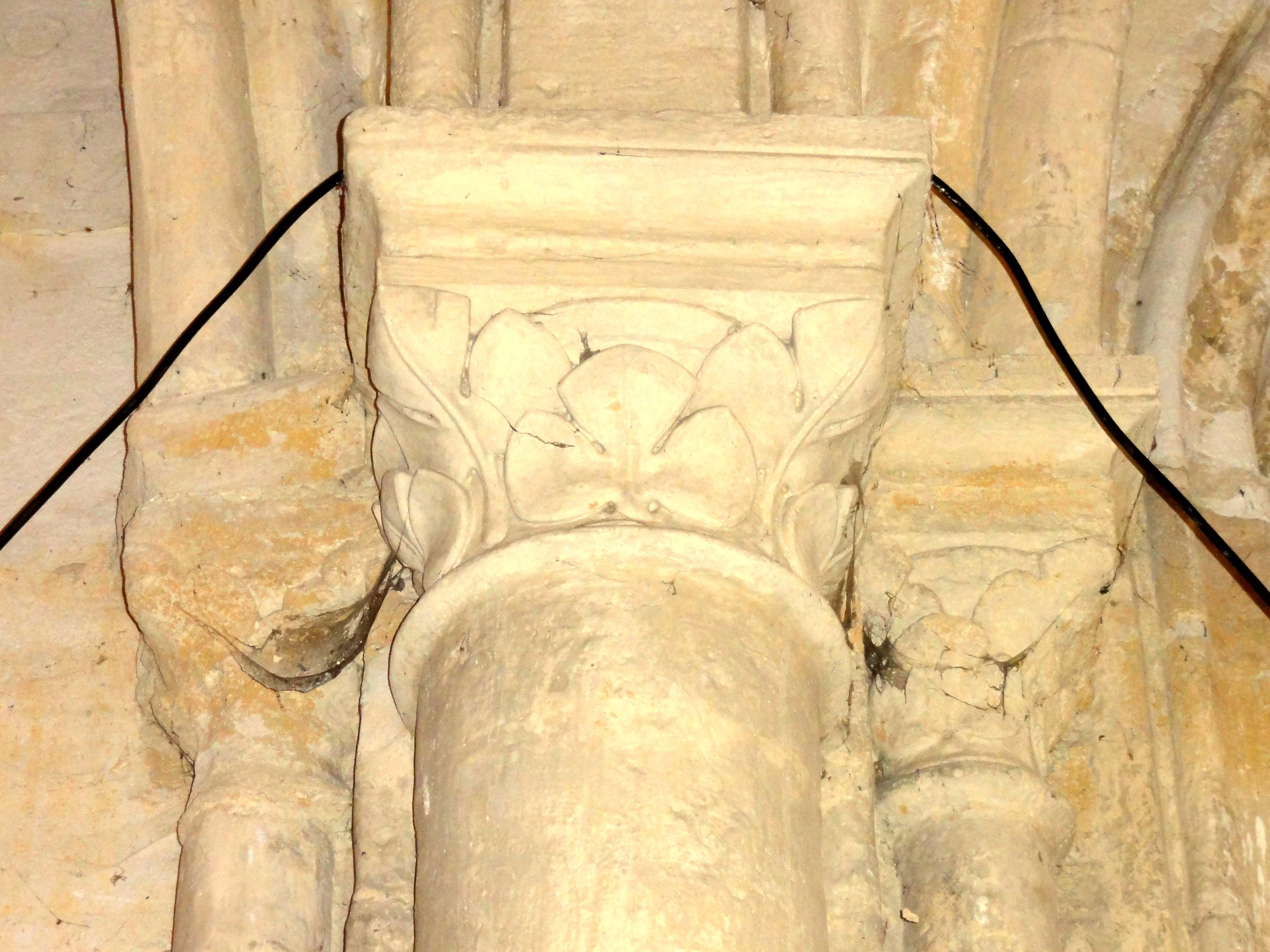
Doubleau intermédiaire, chapiteaux côté nord.

#### Croisillon et chapelle latérale sud

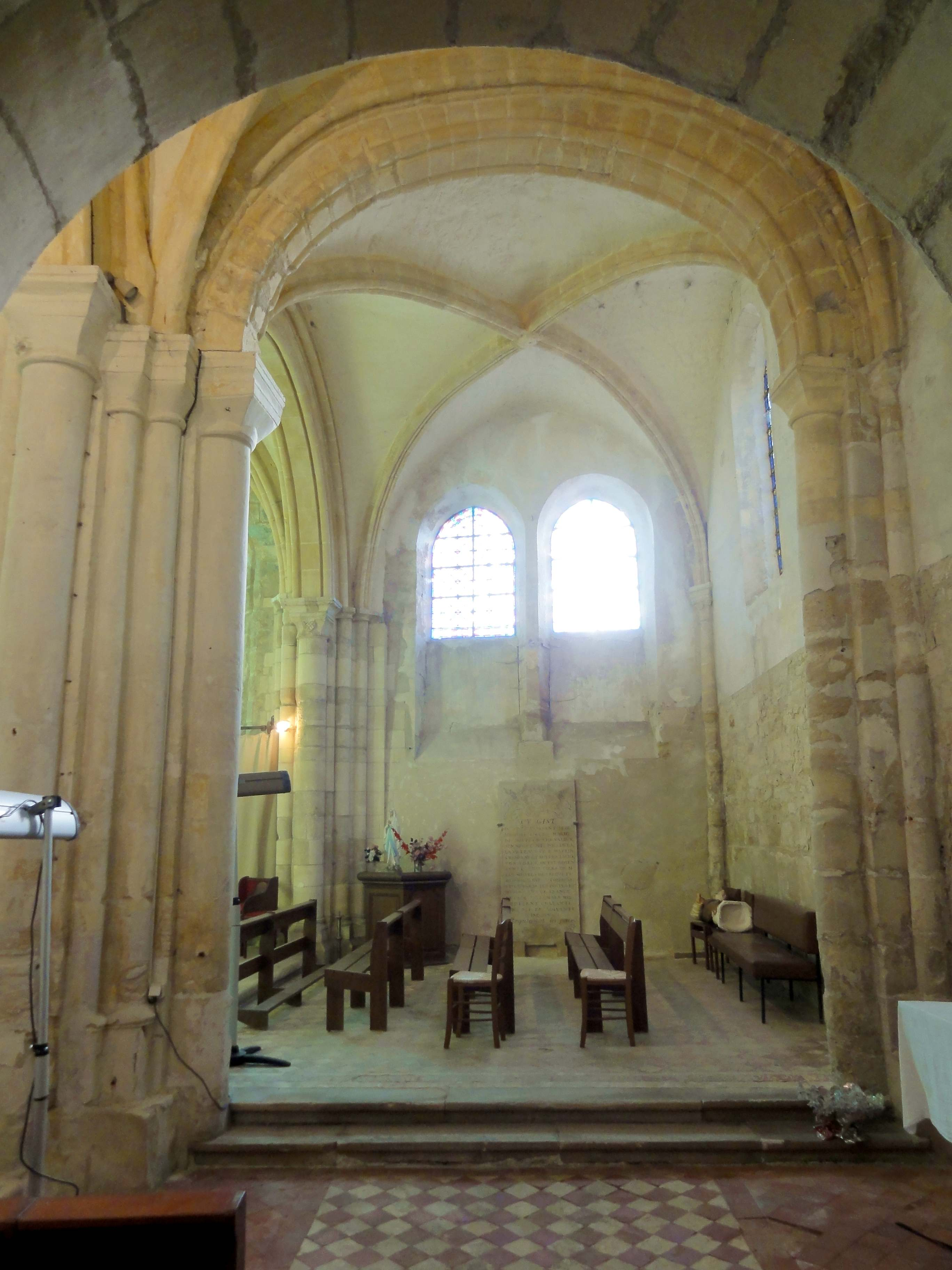
Croisillon sud, vue vers l'est.

Les deux travées formant le collatéral sud, bâties après le vaisseau central, sont en grande partie analogues au collatéral nord. Les élévations extérieures présentent moins d'irrégularités, mais en même temps, l'intérêt est réduit par la rareté des chapiteaux conservés en l'état : il n'y a que les chapiteaux dans l'angle sud-ouest du croisillon et dans l'angle sud-est de la chapelle, ainsi que le chapiteau à gauche du chevet, à l'est du doubleau vers la seconde travée du chœur. Dans le croisillon sud, l'élévation ouest ne présente aucune trace d'une ancienne arcade vers un éventuel bas-côté sud de la nef. L'on ne trouve qu'un passage berrichon. Contrairement aux deux travées du nord, il y a un formeret à l'ouest, mais ni au sud, ni au chevet. Les fenêtres s'organisent de la même manière que dans le collatéral nord, sauf que la lancette simple au sud de la chapelle ne semble pas faire partie d'un ancien triplet. Les supports des voûtes s'organisent eux aussi de la même manière qu'au nord, sauf que les fûts des ogives près du doubleau intermédiaire sont d'un plus fort diamètre, le même que l'on trouve dans le vaisseau central. Comme particularité, le doubleau intermédiaire possède un rouleau supérieur mouluré d'un tore côté croisillon, sans colonnettes à chapiteaux supplémentaires, et affecte un tracé en plein cintre. Dans le croisillon sud, les ogives sont analogues au croisillon nord, mais l'on trouve une clé de voûte sous la forme d'une rosace de feuillages. Dans la chapelle sud, les ogives adoptent le même profil que dans le vaisseau central. La clé de voûte, moins bien conservée que les autres, est également une rosace de feuillages. La voûte s'est apparemment affaissée, car la partie supérieure des voûtains est aplatie. C'est sans doute ce qui explique le tracé en plein cintre du doubleau, et aussi la réfection de l'une des ogives lors d'une restauration récente.

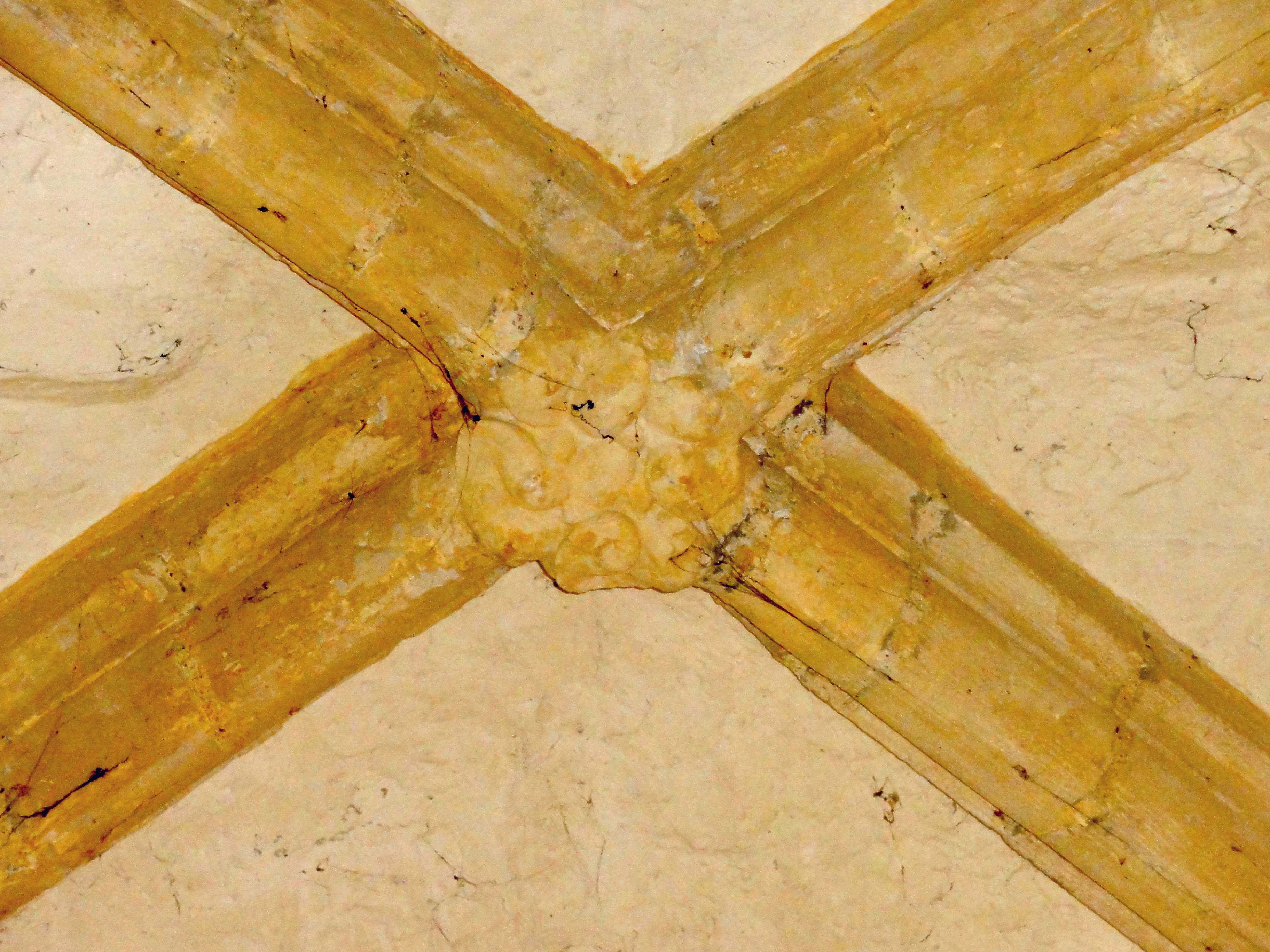
Croisillon sud, clé de voûte.
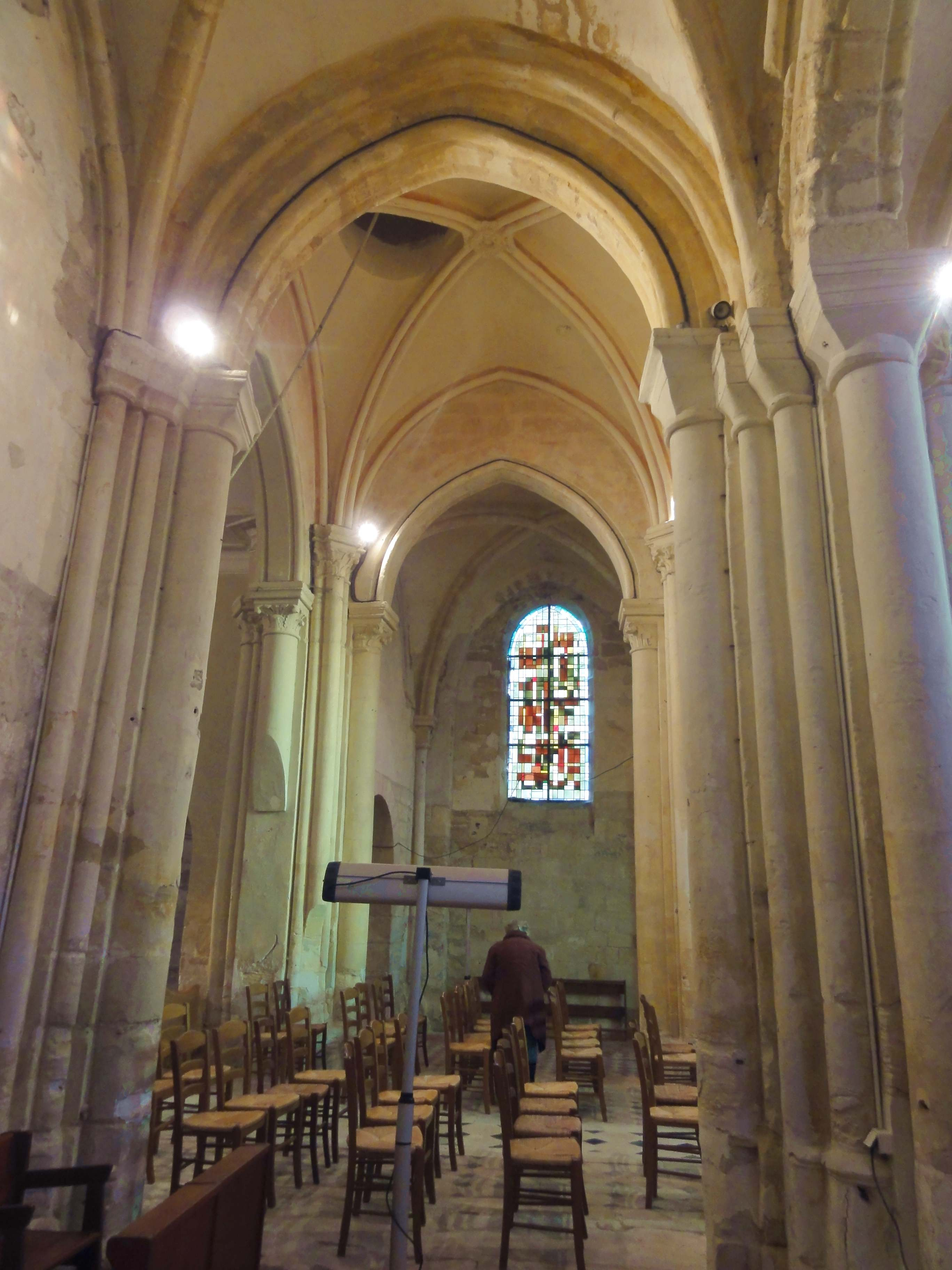
Croisillon sud, vue vers le nord.
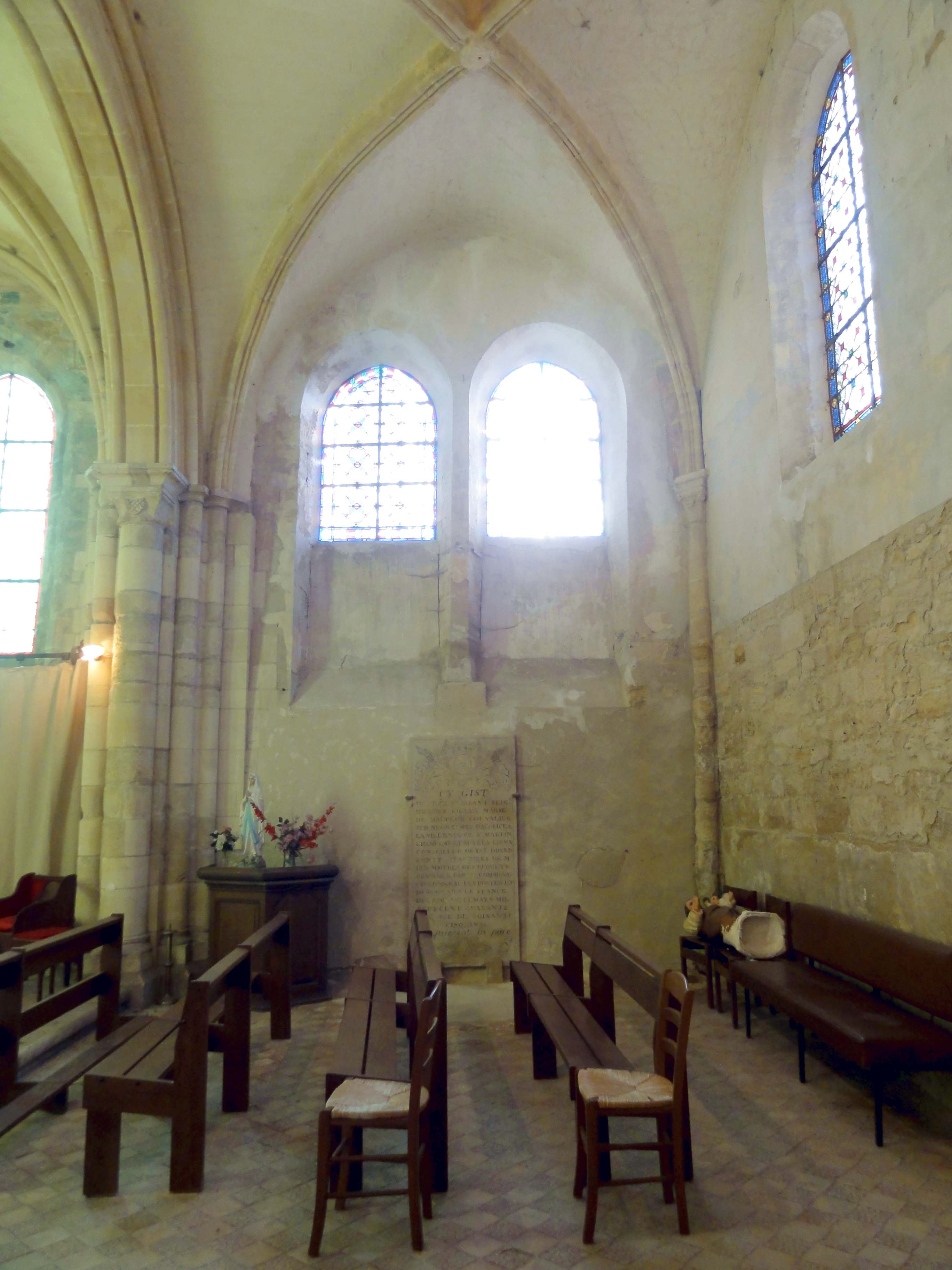
Chapelle sud, vue vers l'est.
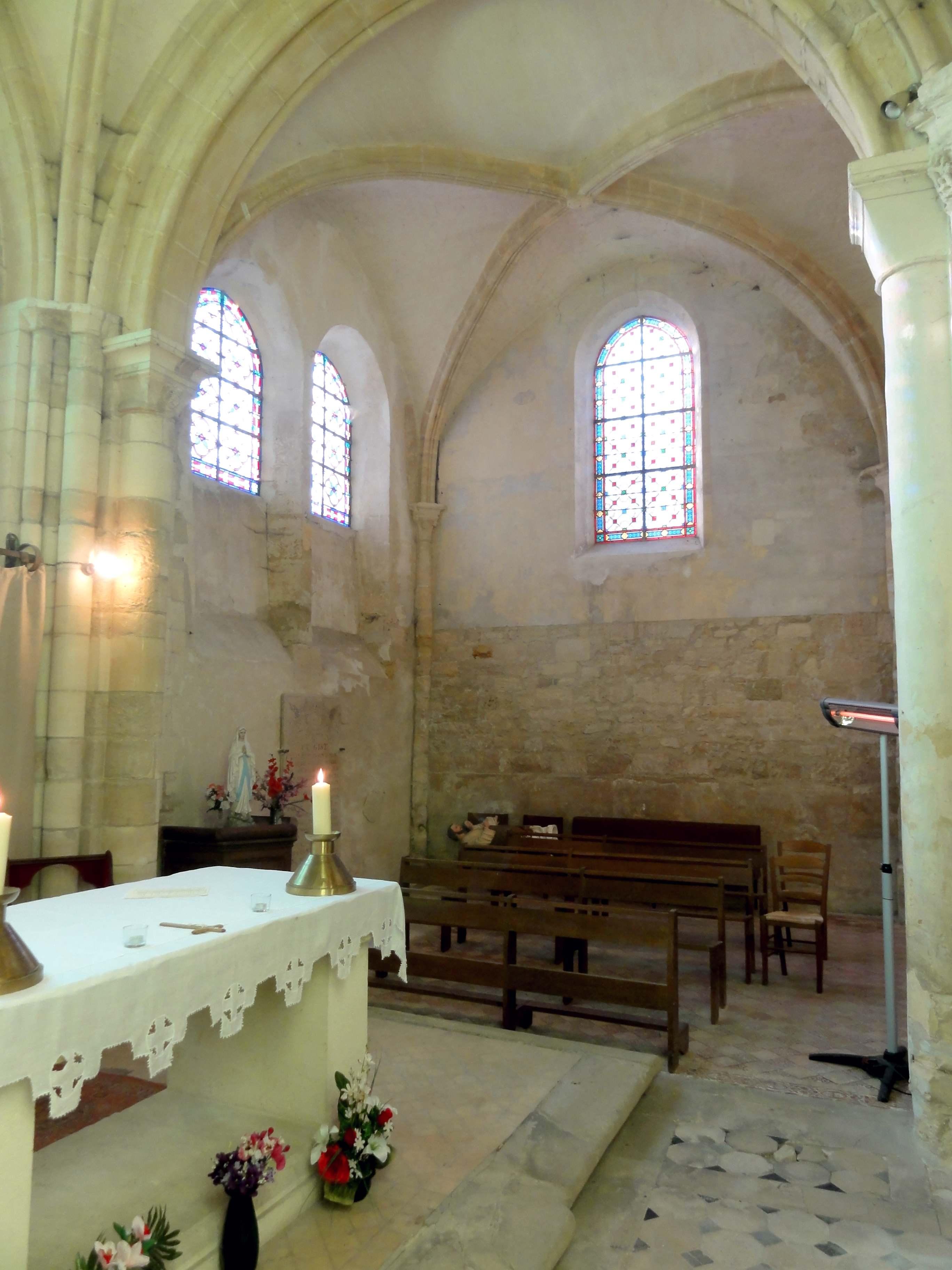
Chapelle sud, vue vers le sud-est.
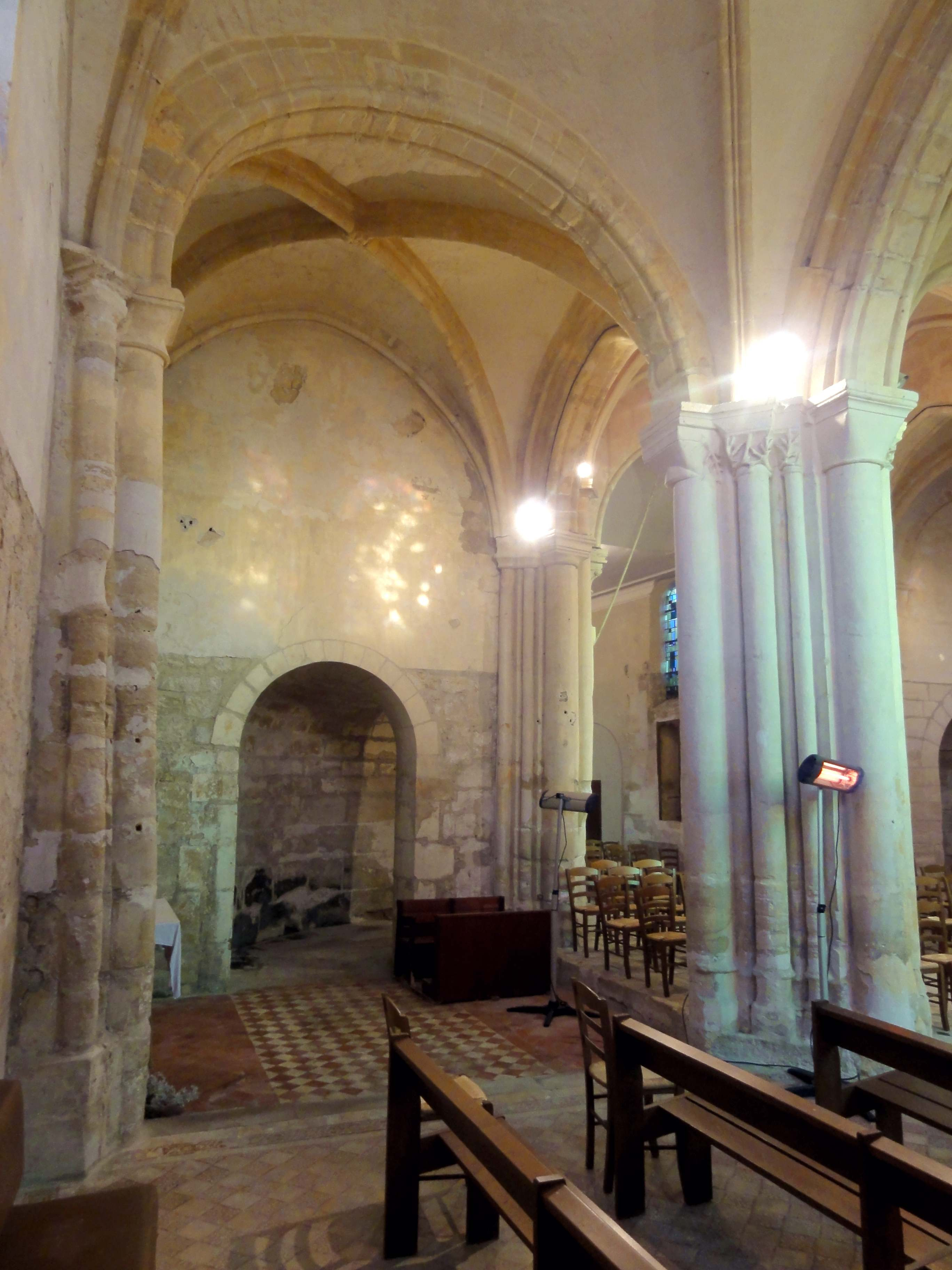
Chapelle sud, vue vers l'ouest.
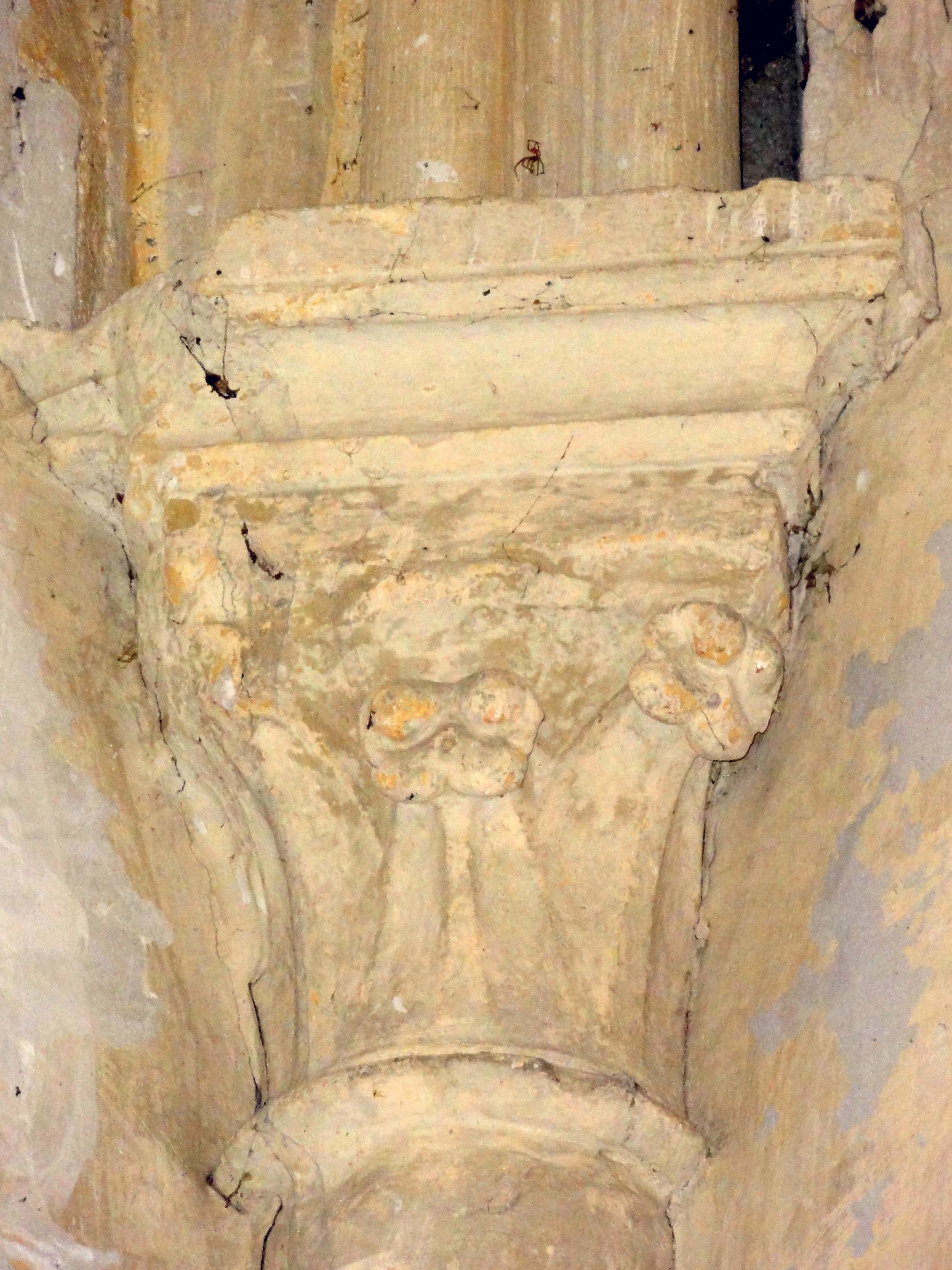
Croisillon sud, chapiteau au sud-ouest.

### Extérieur

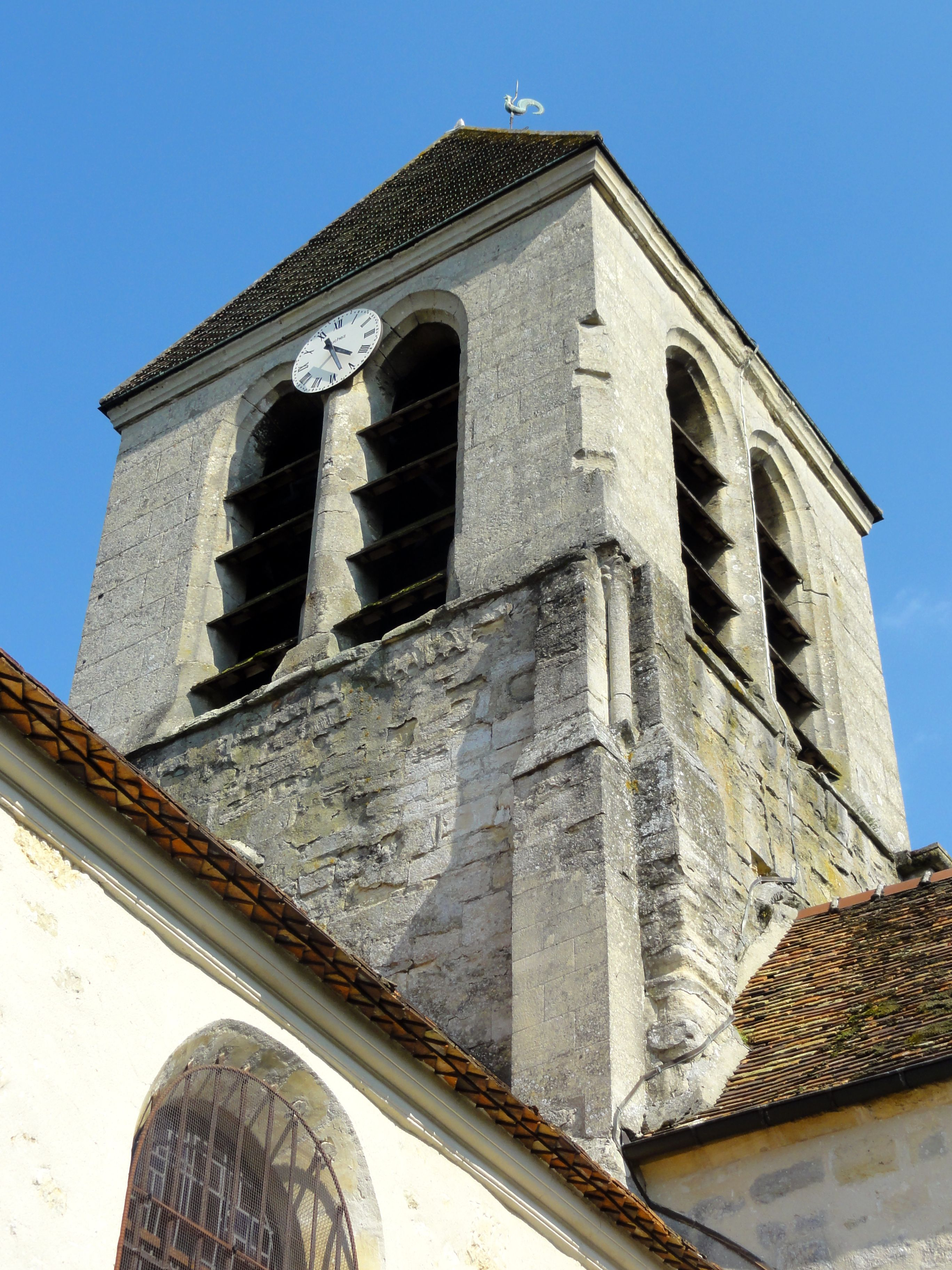
Clocher, côté sud-ouest.

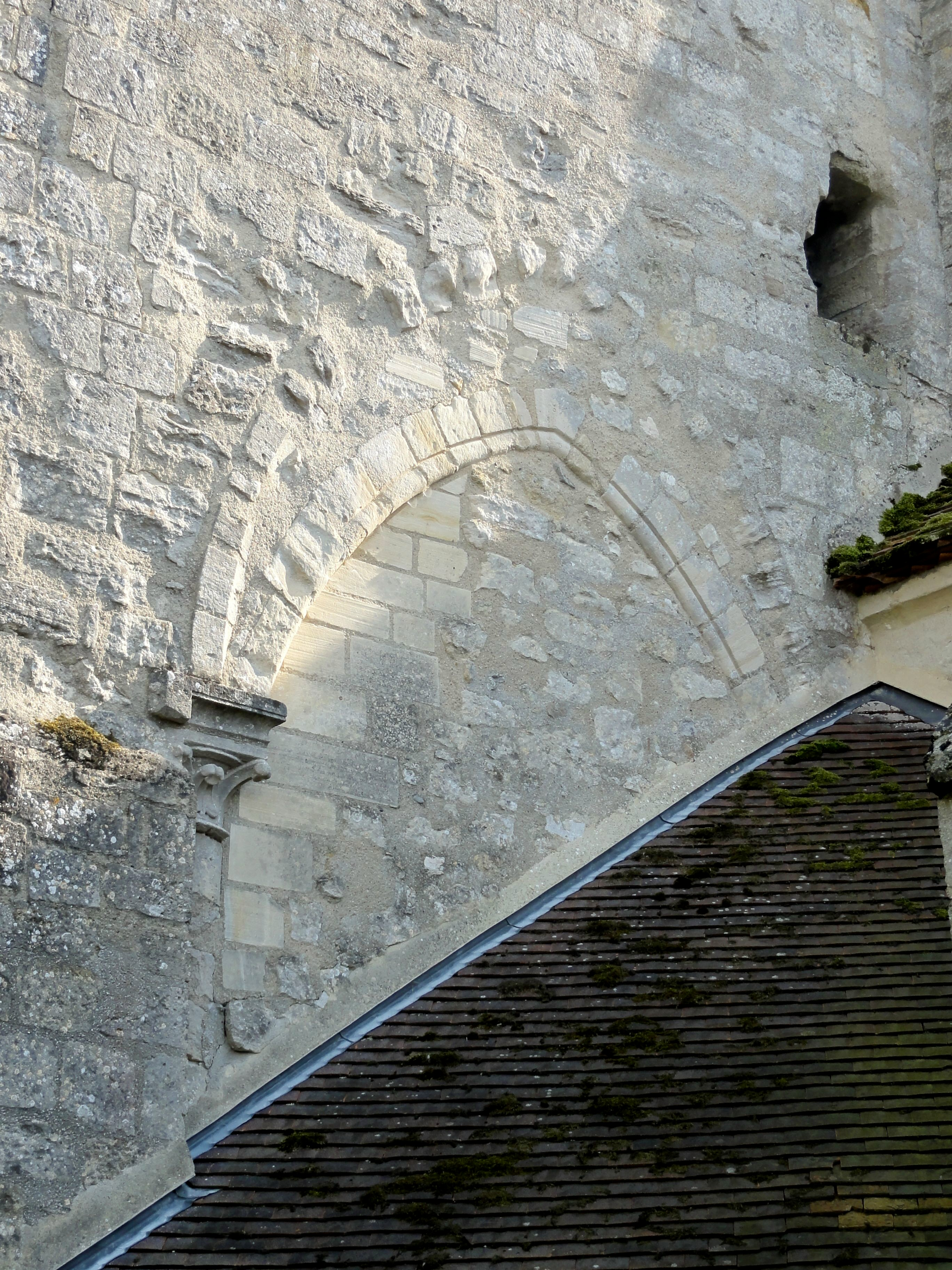
Croisillon nord, arcade bouchée vers le bas-côté.

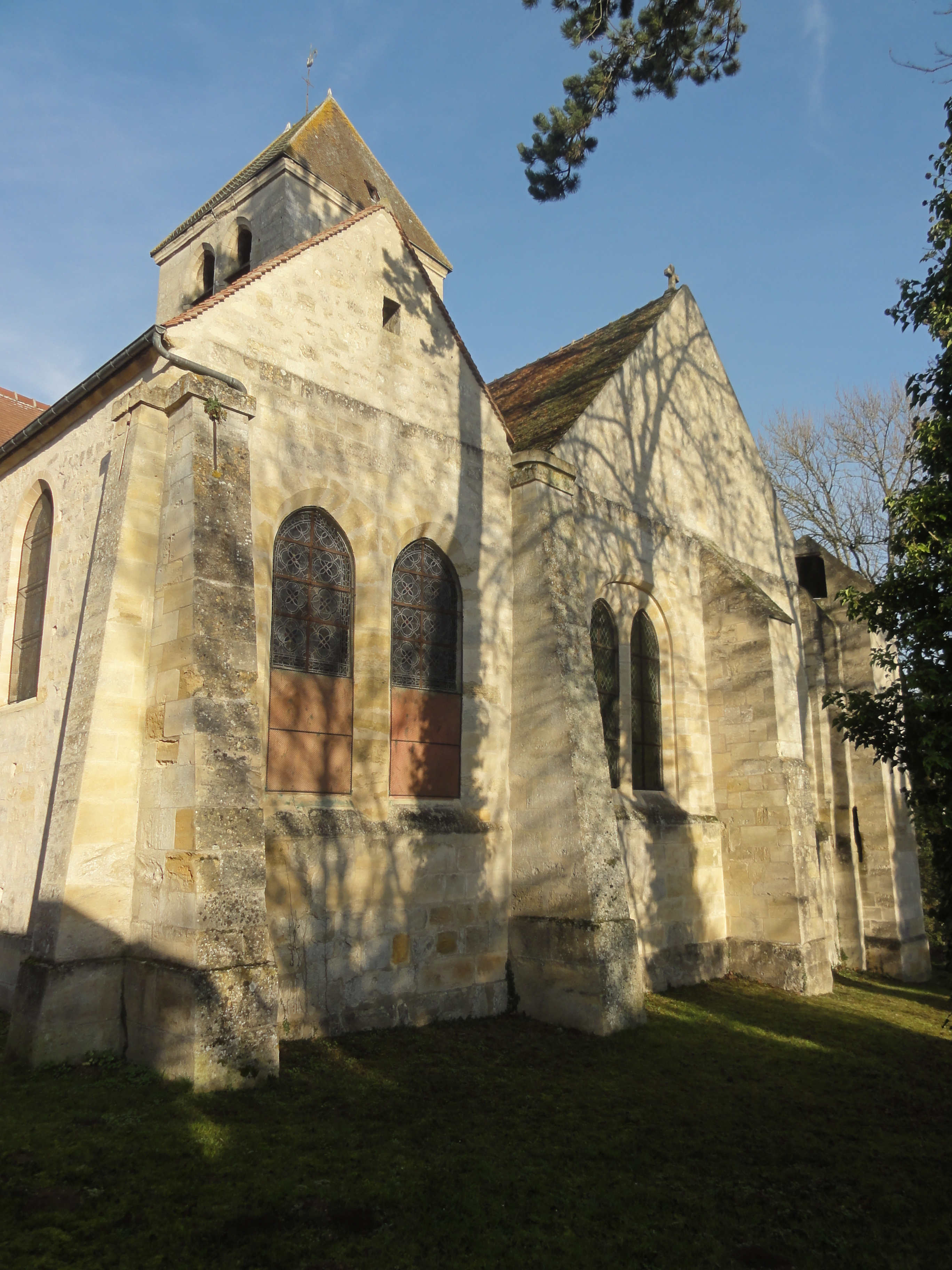
Vue depuis le sud-est.

Le porche et la nef sont bâtis en moellons et enduits. Le porche, un peu moins que la nef et nettement moins haut, bénéficie d'une discrète décoration, dont la nef est entièrement dépourvue. L'entrée, sous un linteau droit, est flanquée de deux pilastres en pierre de taille, qui sont munis de chapiteaux doriques, composés d'un filet, d'un quart-de-rond, et d'une plate-bande entre deux listels. Le linteau est mouluré de deux plates-bandes délimitées par des listels. Le pignon du comble brisé, à la façon d'une mansarde, contient une niche à statue en plein cintre dans un encadrement rectangulaire. Cette niche abrite une statuette de la Vierge à l'Enfant beaucoup trop petite par rapport à la niche. Le portail, sous le porche, consiste d'une porte rectangulaire à double vantail, qui est surmontée d'un large arc de décharge en plein cintre retombant directement sur deux pilastres. Ce large bandeau est délimité par des listels. De part et d'autre du portail, le mur est animé par deux arcatures plaquées à faible relief, plus petites que le portail lui-même. Le pignon de la nef est entièrement nu. Les murs gouttereaux sont agrémentés d'une corniche moulurée. Les fenêtres, en plein cintre, sont nettement évasées.
Le clocher est à deux étages. Le premier étage est de style roman et bâti en pierres de moyen appareil, mais ne devrait pas être antérieur aux années 1170, comme l'a montré l'examen de l'intérieur de l'église ; le second étage est bâti en pierre de taille et sans style réel. Ses deux baies abat-son en arc brisé par face sont entourées d'une moulure concave, ce qui indique la période gothique flamboyante, de même que la corniche pourvue de moulures prismatiques. L'on pourrait donc supposer une date comprise entre 1480 et 1540 environ. Seulement le premier étage présente un certain intérêt, plus pour l'histoire de l'église qu'au point de vue de l'histoire de l'art. L'étage est entièrement caché par les combles du côté nord, et non visible depuis l'est en raison de l'impossibilité de prendre suffisamment de recul. À l'ouest, une baie en plein cintre est visible depuis les abords de la sacristie, au nord de la nef. Son archivolte, non moulurée, est surmontée d'un cordon de fleurs de violette excavées, souvent confondues avec les têtes de clous ou pointes-de-diamant, ou même les dents-de-scie. Un contrefort plat est visible près de l'angle. Il diminue en largeur en haut de l'étage. La vue sur les deux contreforts d'angle sud-ouest révèle pourquoi : ici, l'angle rentrant entre les contreforts ainsi dégagé est occupée par une colonnette en délit. Son chapiteau est sculpté de crochets rudimentaires, et indique que le clocher est en effet postérieur à la période romane. Les contreforts s'arrêtent de manière abrupte à l'intersection des deux étages, ce qui montre qu'un deuxième étage roman devait exister. L'étage subsistant n'est donc qu'un étage intermédiaire destiné à faire émerger l'étage de beffroi des combles, ce qui explique l'austérité de la décoration des baies. Les cordons de fleurs de violette des baies méridionales sont par ailleurs partiellement visibles au-dessus du toit du croisillon sud.
Les parties orientales sont d'une grande austérité, et dépourvues de toute ornementation. Le mur occidental du croisillon nord et le mur gouttereau nord sont bâtis en pierres de moyen appareil, avec traces de nombreux raccommodages. Le chevet est en pierre de taille, et le mur gouttereau sud est en moellons, à l'exception des contreforts et des pourtours des fenêtres. À l'ouest du croisillon nord, l'on voit un contrefort regardant vers le nord, qui fait légèrement saillie devant le mur occidental, et devait être partagé entre le croisillon et le bas-côté. L'on voit également l'ancienne arcade vers le bas-côté, qui avait été refaite avec un tracé moins aigu avant d'être bouchée. Le tore à l'angle de l'intrados est bien conservé, de même que le chapiteau gothique du XIIIe siècle à gauche. Sur l'élévation septentrionale, l'on note un contrefort à l'allure de la seconde moitié du XIIe siècle. Il est peu saillant, se retraite une fois par un court glacis sans larmier, et s'amortit par un glacis plus long. Ce contrefort donne à penser que la construction du croisillon fut entamée à la même époque que le vaisseau central, mais qu'il soit resté inachevé jusqu'aux années 1220 environ, période à laquelle fut entrepris le voûtement. À l'angle nord-est de la chapelle de la Vierge, se situe la cage d'escalier hors-œuvre. Le petit appentis sans fenêtre qui la jouxte à droite abrite l'accès depuis l'intérieur de la chapelle.
Malgré son austérité, le chevet plat ne manque pas de charme, grâce à ses trois groupes de lancettes géminées, sa relative régularité, et l'opposition entre un large et un étroit pignon qui évite la monotonie. Seulement les lancettes géminées du vaisseau central sont regroupées sous un arc de décharge entouré d'un ressaut chanfreiné. Cette disposition constitue l'une des alternatives au triplet, et préfigure les fenêtres à remplage, qui n'existent pas avant la période de construction du collatéral nord (sauf pour les rosaces). Souvent, les deux lancettes sont surmontées d'un petit oculus circulaire ou d'un quatre-feuilles. D'autres exemples sont les fenêtres hautes des nefs de Clermont et Saint-Leu-d'Esserent ; le croisillon nord de Belloy-en-France ; le transept de Mello (fenêtres hautes) ; les chevets de Courcelles-sur-Viosne, Livilliers, Méry-sur-Oise et Ponchon ; ou le chœur-halle de Villers-Saint-Paul. — Le large pignon du collatéral nord et du vaisseau central est sommé d'un antéfixe moderne. Les murs se retraitent par un fruit à la limite des allèges, et à la base des pignons. Le contrefort à l'intersection du collatéral nord et du vaisseau central ressemble à son homologue au nord, mais le glacis sommital a été refait, avec un larmier nettement accusé. Tous les autres contreforts, y compris ceux du sud, ont été refaits à la période moderne. Ils sont à pente continue.

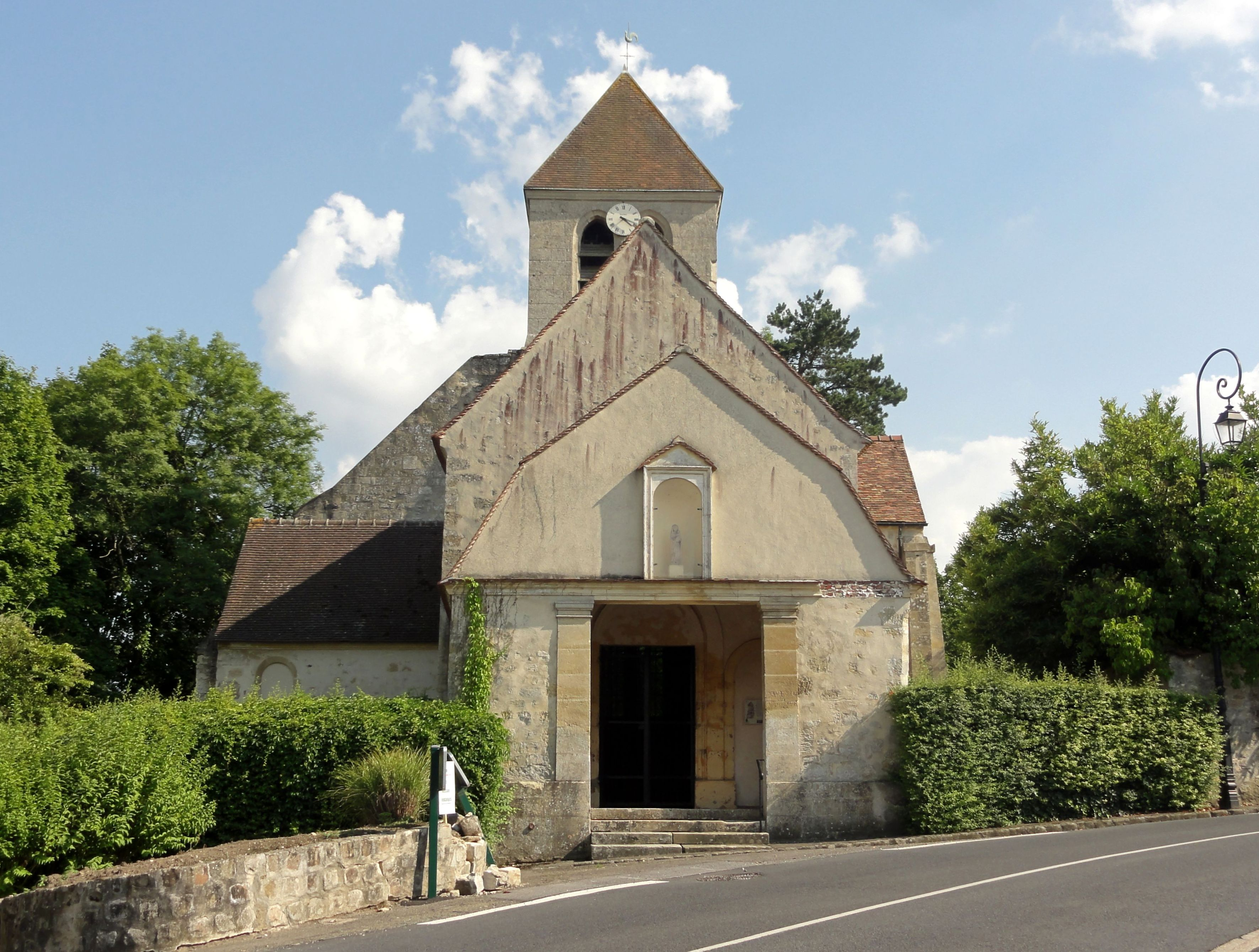
Façade occidentale.
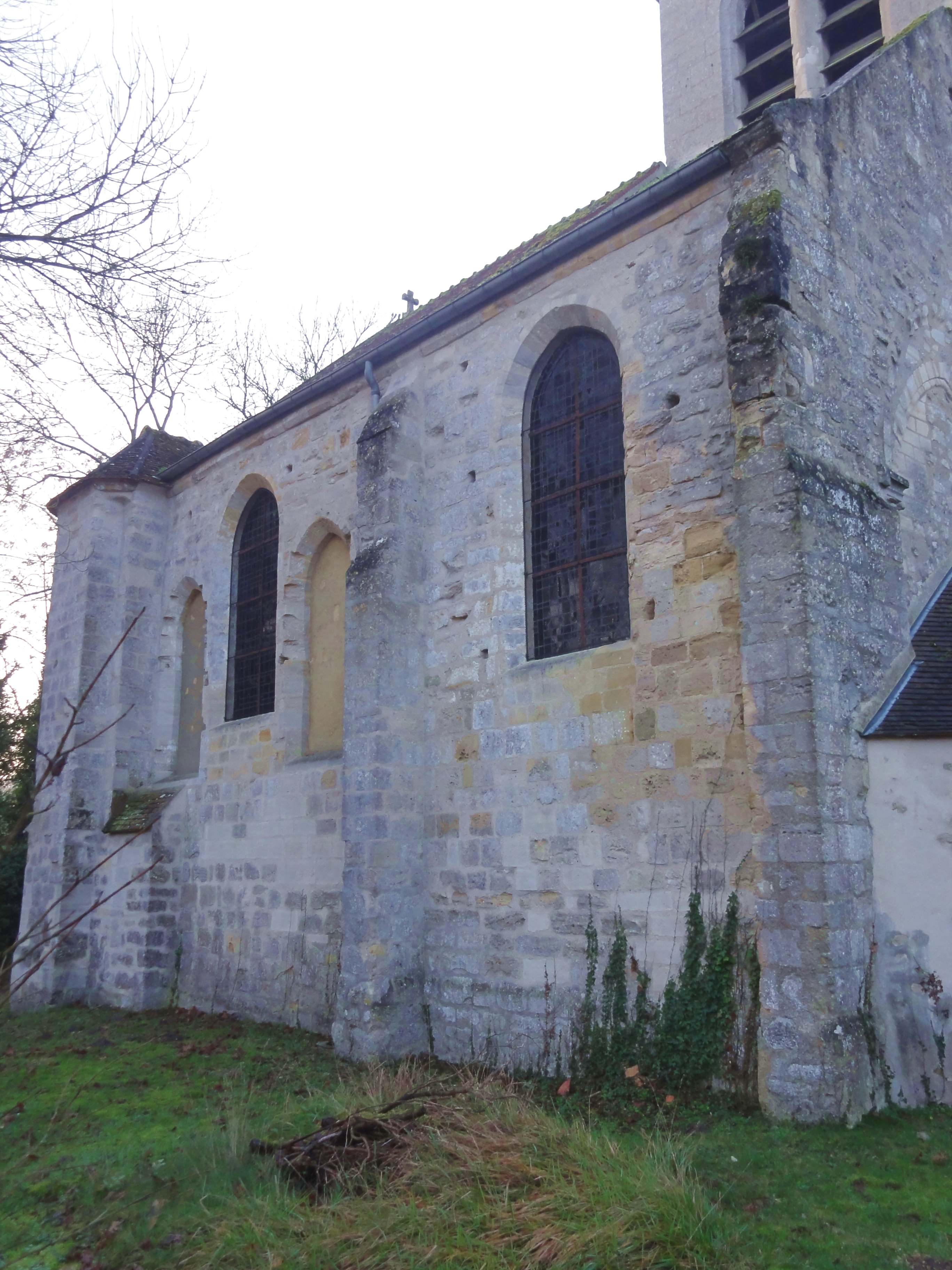
Mur gouttereau nord.
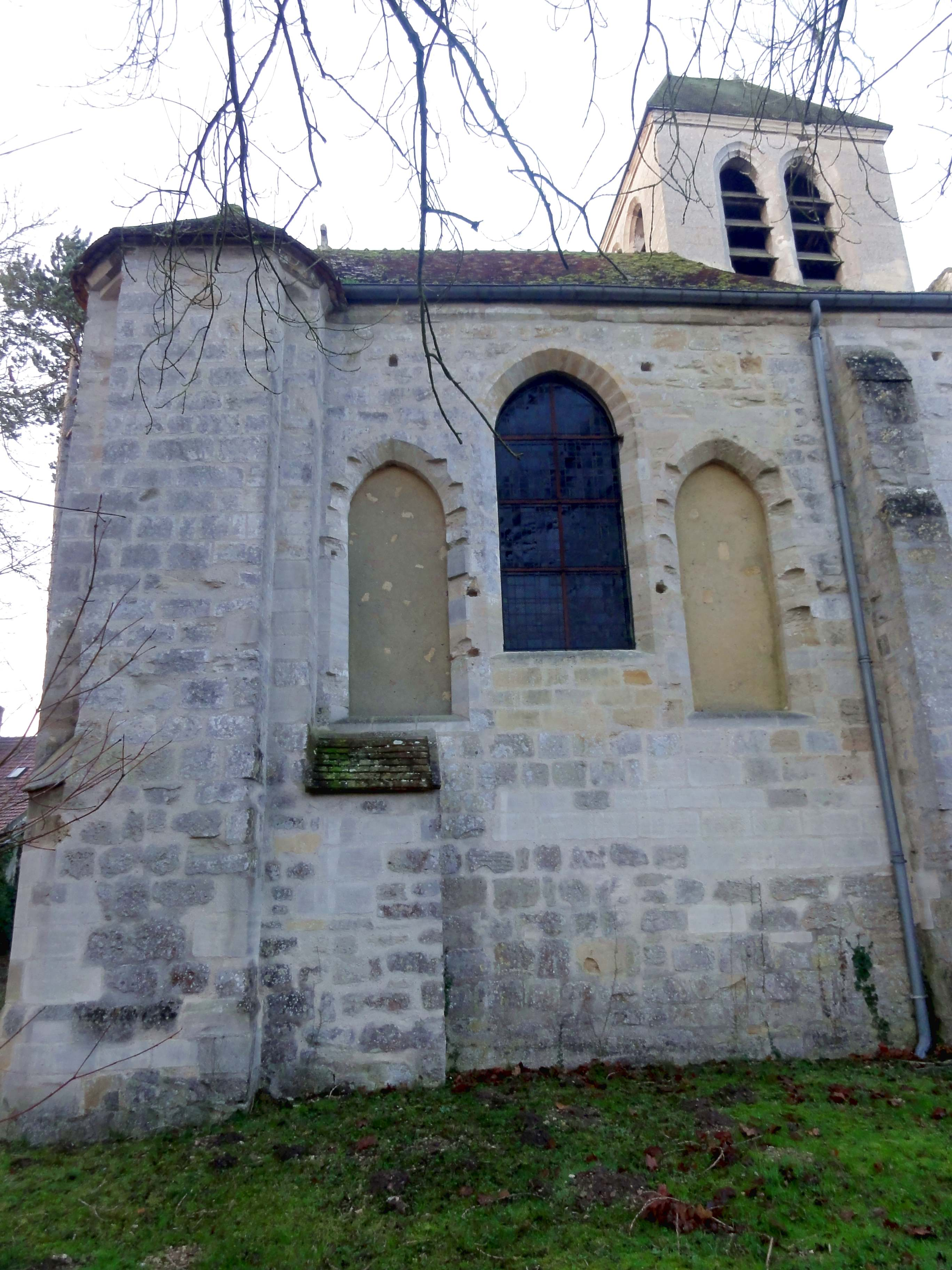
Chapelle nord, côté nord.
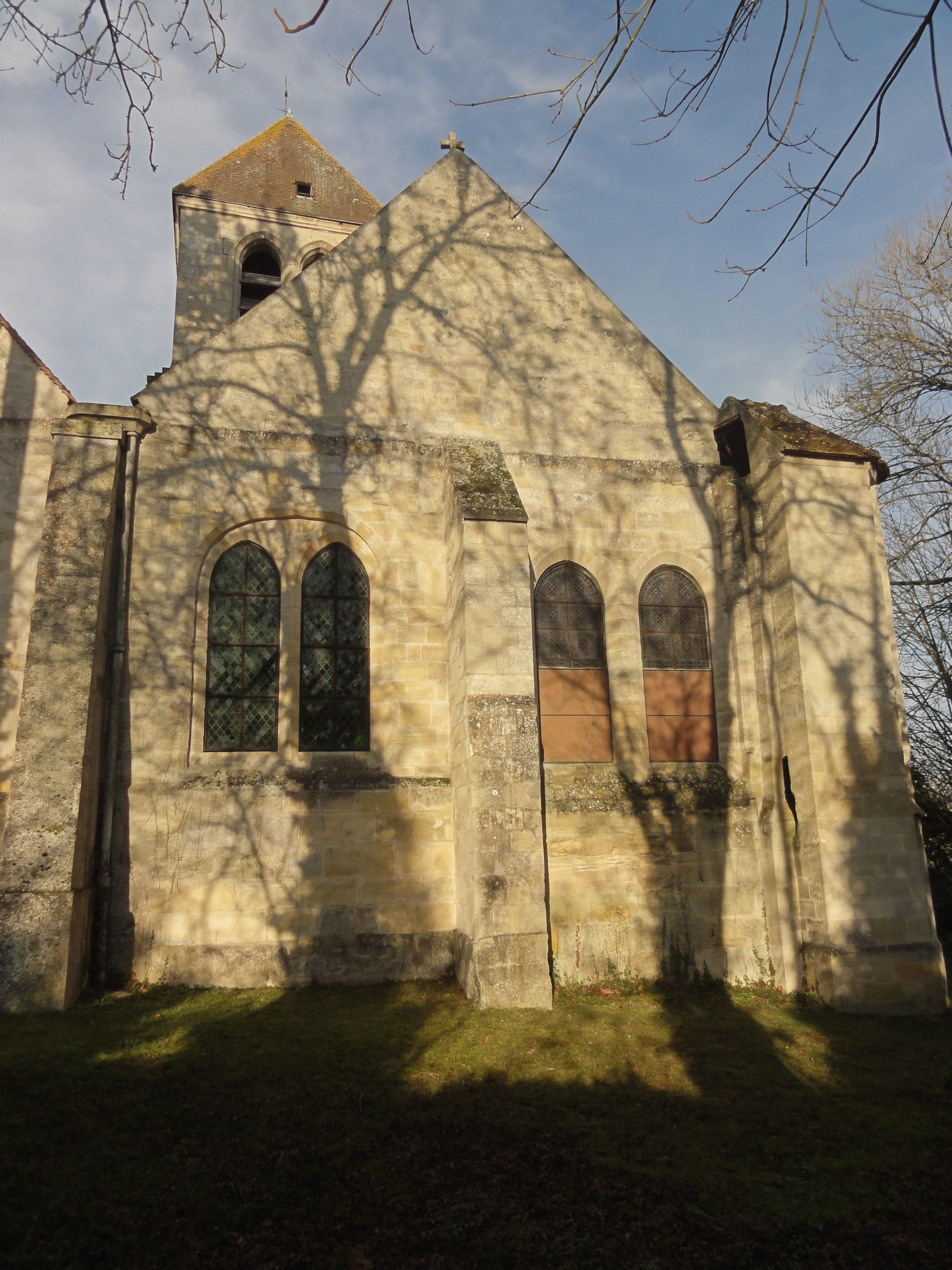
Chevet, vue partielle.
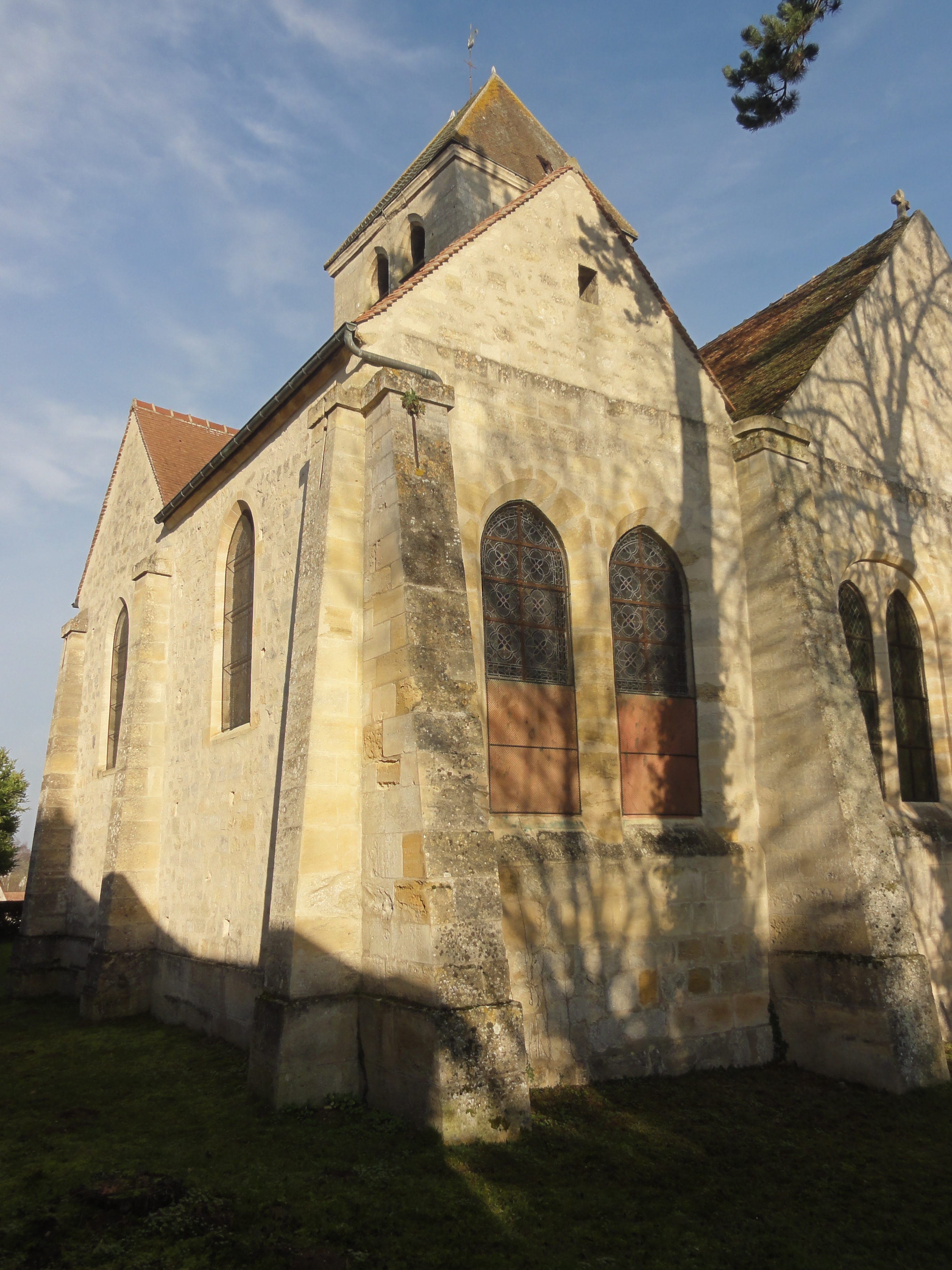
Collatéral sud.
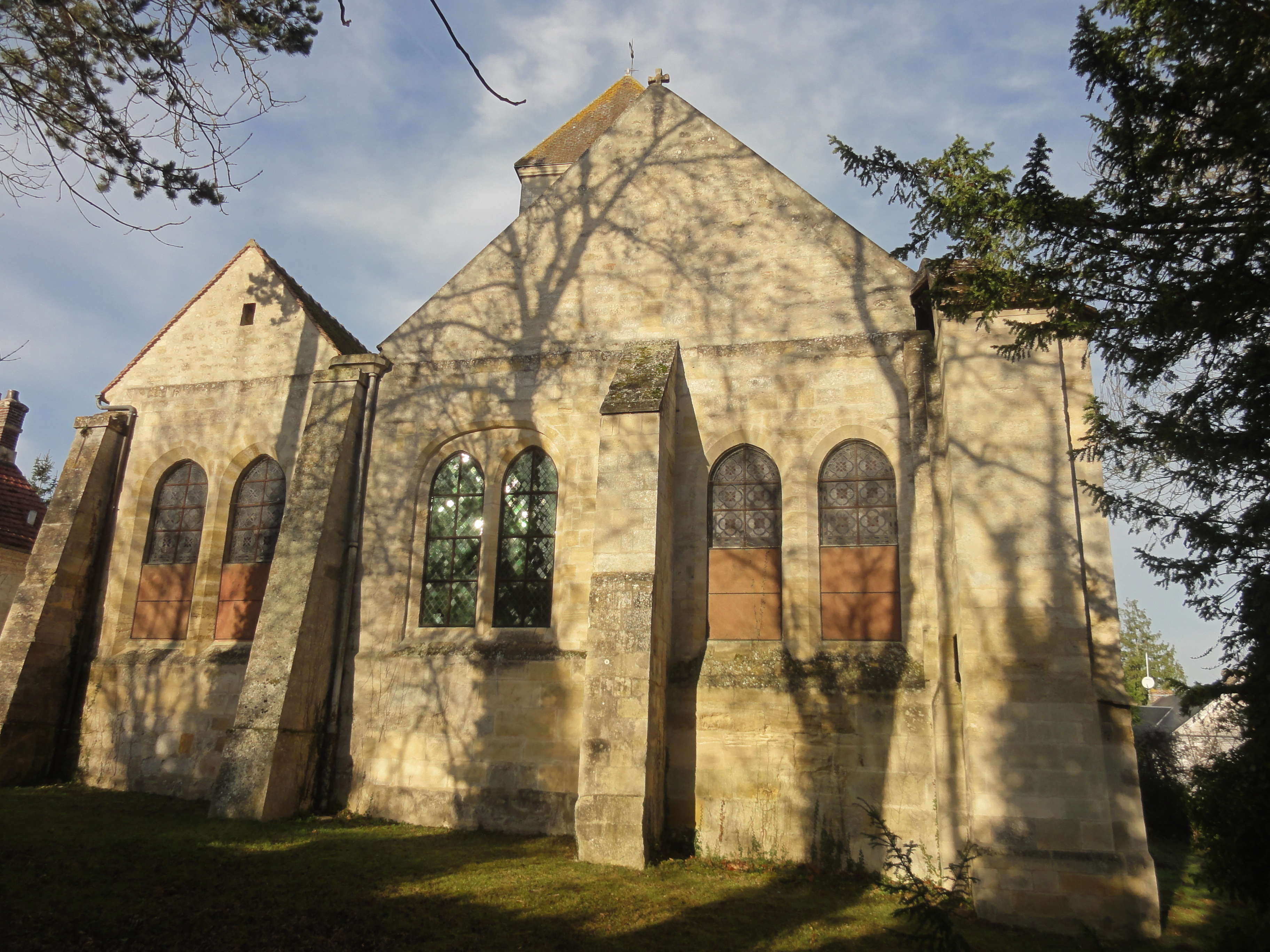
Chevet.

## Mobilier
Parmi le mobilier de l'église, uniquement la Vierge à l'Enfant dans la niche du retable de la chapelle latérale nord est classée monument historique au titre objet. Elle est en pierre, et mesure 123 cm de hauteur. La posture hanchée et le drapé ont suggéré la datation du XIVe siècle. L'ensemble de la sculpture est recouverte d'un badigeon blanc du XIXe siècle, et la couronne ainsi que les bordures sont rehaussées par des dorures.
Un autre élément du mobilier remarquable est le retable latéral au milieu du mur sud de la nef. Il ne possède pas d'autel, et sa position assez basse par rapport au sol indique que le retable a dû être déplacé : son emplacement initial était sans doute au chevet. Le retable est en bois sculpté, peint de blanc et partiellement doré, et de style baroque. Le grand panneau central arbore en son milieu un cadre doré avec un tableau peint à l'huile sur toile, qui représente le mendiant implorant la charité à saint Martin, qui partagera par la suite son manteau avec lui. Ce tableau est beaucoup plus petit que le cadre à fronton cintré qui est intégré dans le panneau du retable. Ce constat, ainsi que l'absence de saint Martin sur le tableau, donne à penser qu'il s'agit seulement d'un fragment. Le décor sculpté du retable est très riche. Le fronton cintré déjà signalé est flanqué de deux guirlandes, et surmonté d'une tête de chérubin entre deux ailes. Le panneau central est cantonné de deux pilastres ornés de chutes de fleurs, et s'accompagnent de deux rangs de candélabres. Les pilastres supportent un entablement, qui incorpore un fronton cintré. En son milieu, se profile un plastron où sont écrits les lettres « PION », et deux fois « mystère », en grec. La corniche accuse un rang de denticules dans l'échine, et un rang de feuilles d'acanthe sur la cimaise. Le couronnement est formé par deux anges sculptés en ronde-bosse, représentés de profil. Le reste du mobilier est de faible intérêt ; l'on peut seulement signaler la pierre tombale de Gilles V Marie de Maupeou, chevalier comte d'Ableiges, La Villeneuve-Saint-Martin, Chamblay et autres lieux, mort le 13 mars 1745.

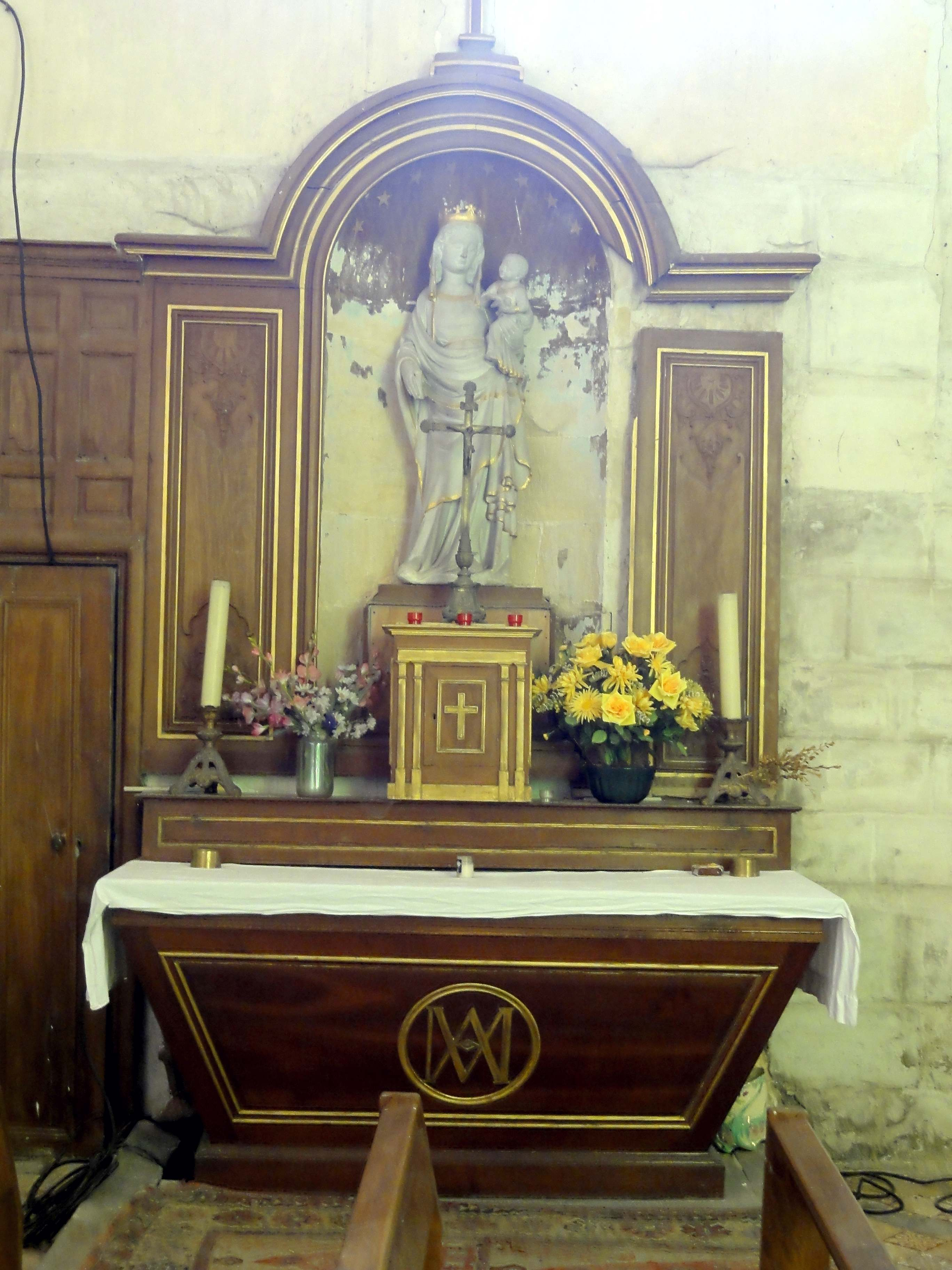
Autel et retable de la Vierge.
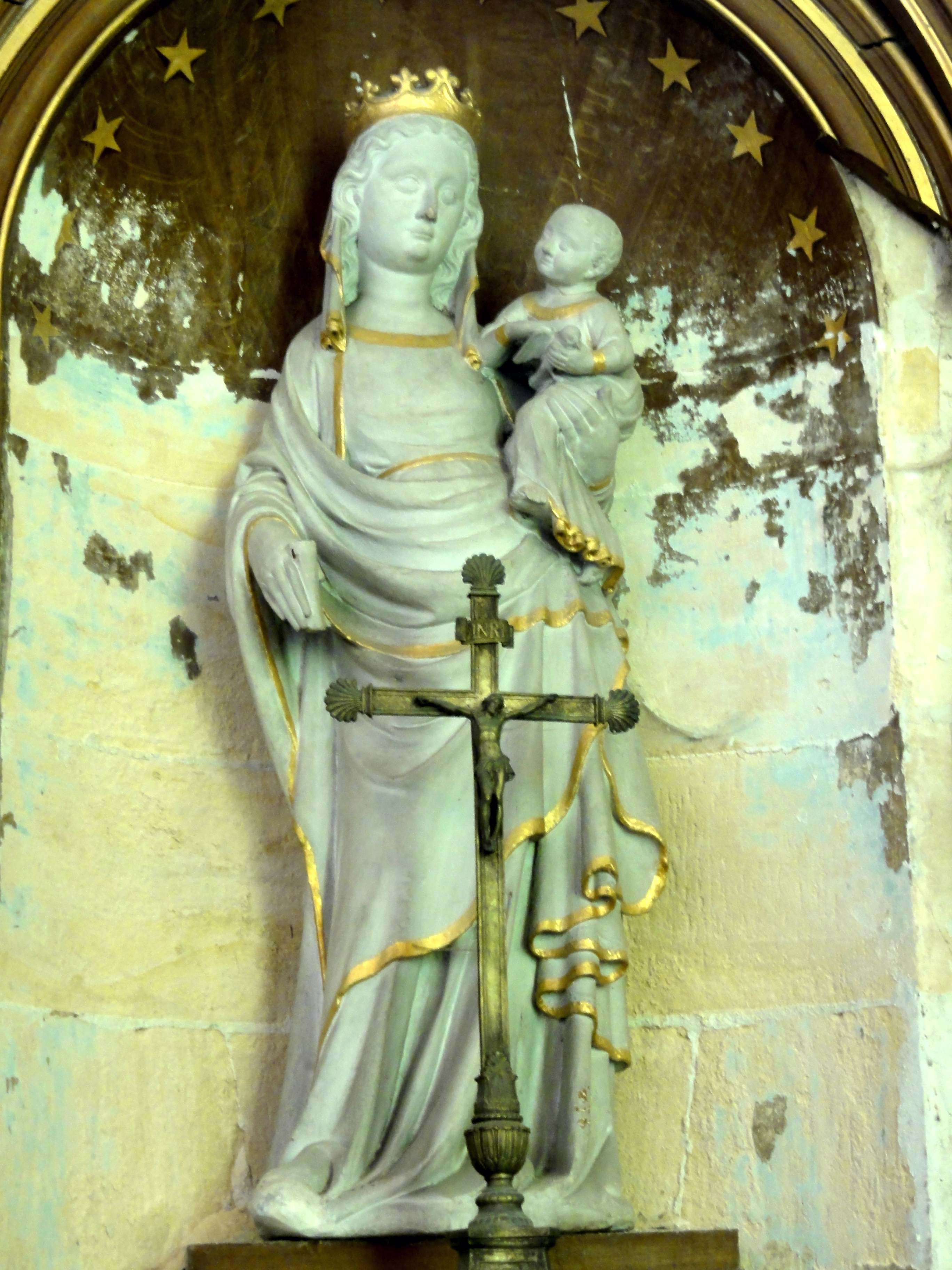
Vierge à l'Enfant.
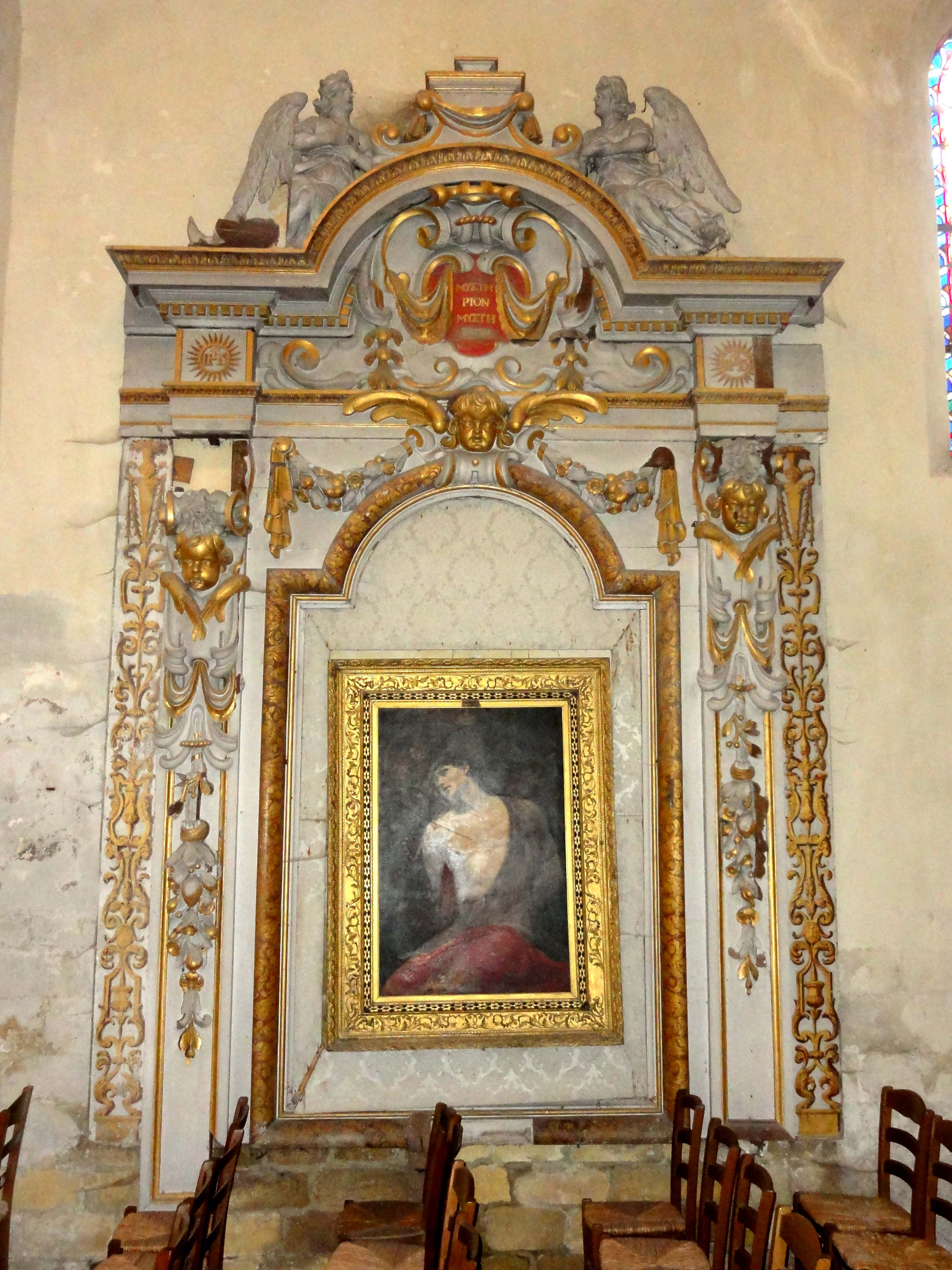
Retable au sud de la nef.
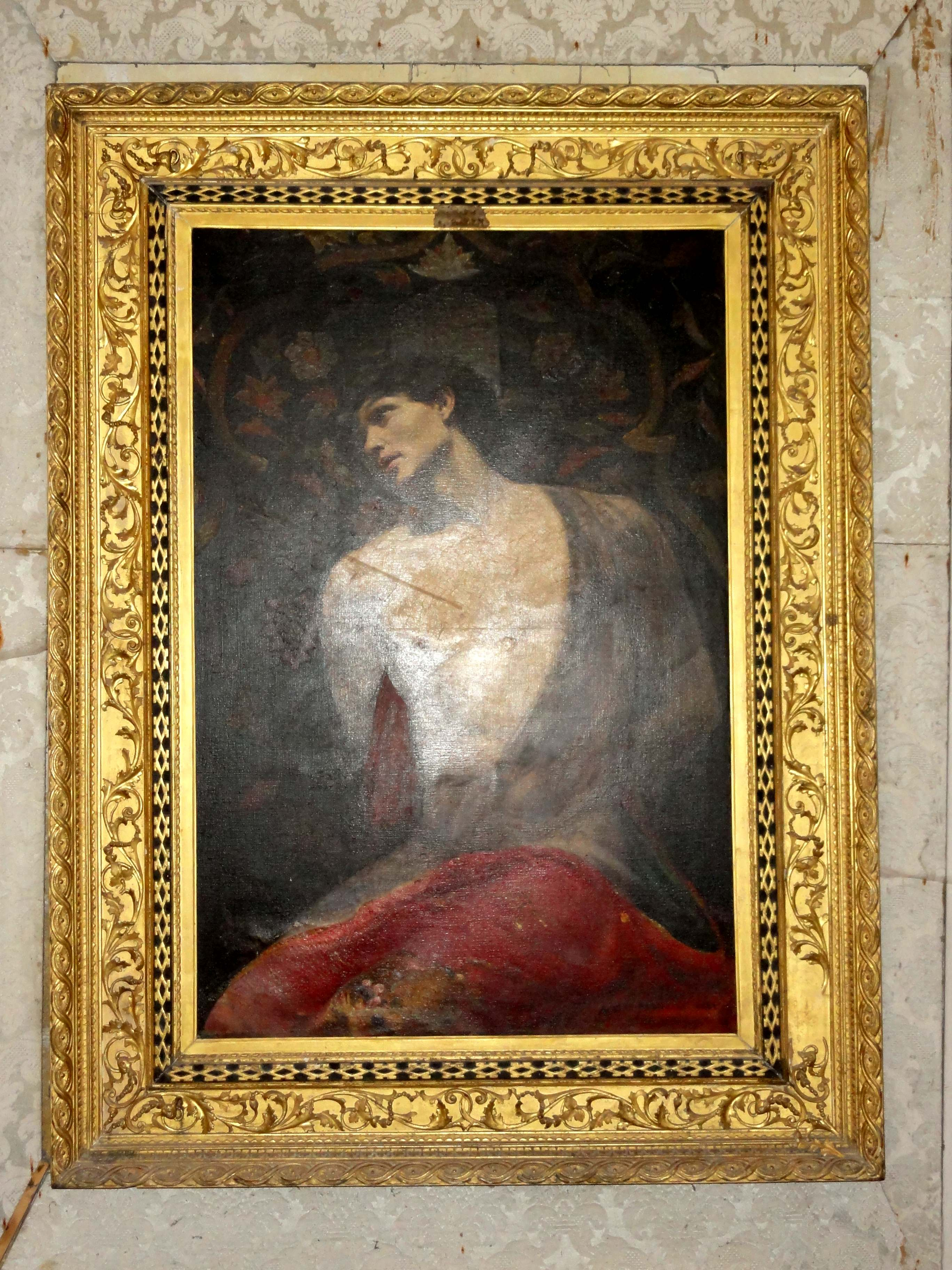
Tableau - Charité de Saint-Martin.
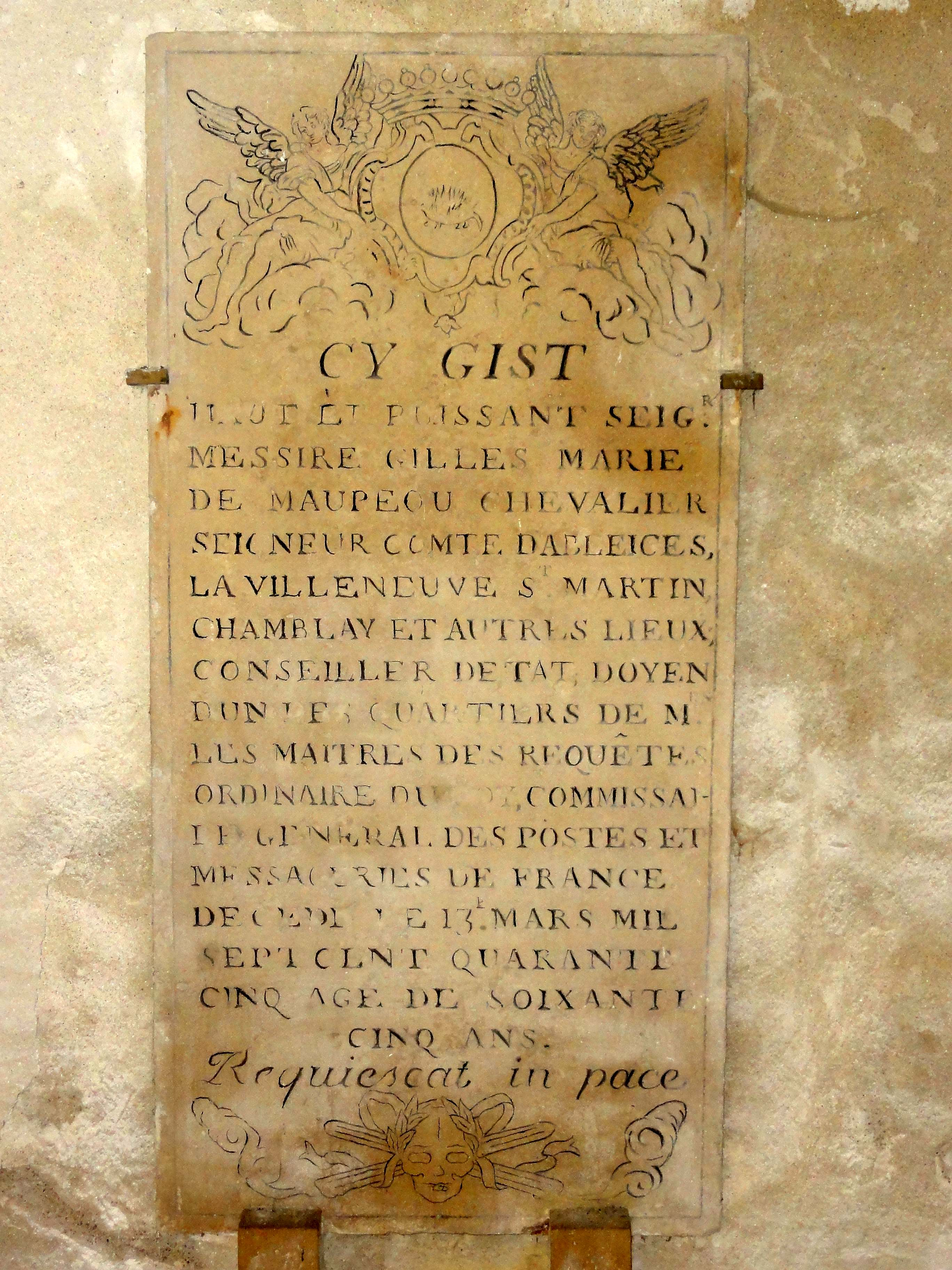
Pierre tombale de Gilles V de Maupeou, 1745.